# Getto radomskie

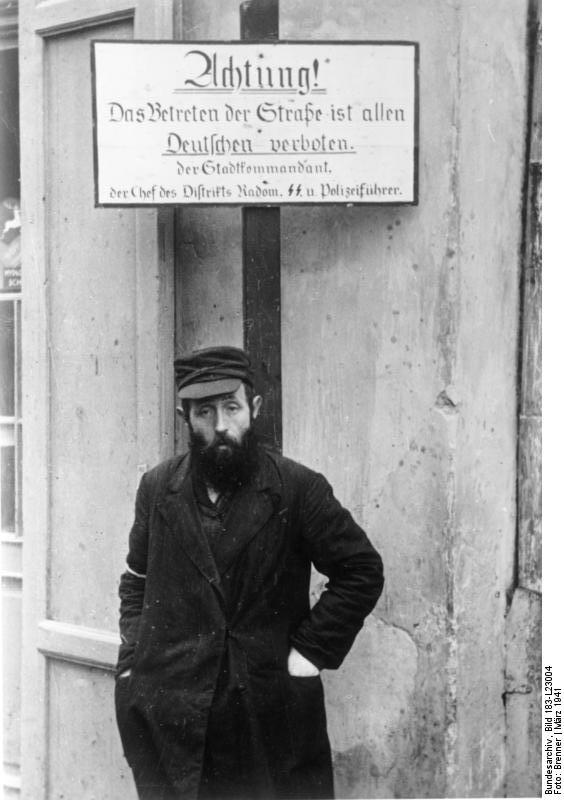
Żyd w radomskim getcie. Widoczna tablica zakazująca Niemcom wstępu do dzielnicy żydowskiej.

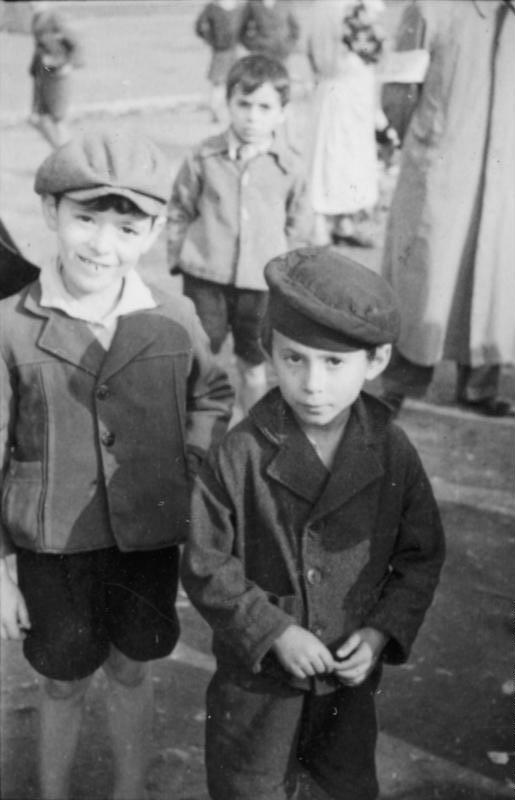
Żydowskie dzieci

Getto radomskie – dwie zamknięte dzielnice żydowskie w Radomiu, powołane przez niemieckiego okupanta podczas II wojny światowej w celu koncentracji, eksploatacji i eksterminacji żydowskich mieszkańców miasta. Jedno z największych, obok kieleckiego i częstochowskiego, gett w dystrykcie radomskim. W różnym rozmiarze i charakterze funkcjonowało od wiosny 1941 do lata 1944. Z powodu chorób, głodu i niemieckiej przemocy zmarło w nim kilka tysięcy osób. Prawie 30 tys. Żydów z Radomia i innych miejscowości osadzonych w getcie zginęło w Treblince. Wojnę przeżyło kilkuset radomskich Żydów, lecz większość z nich opuściła później miasto.

## Powstanie getta w Radomiu

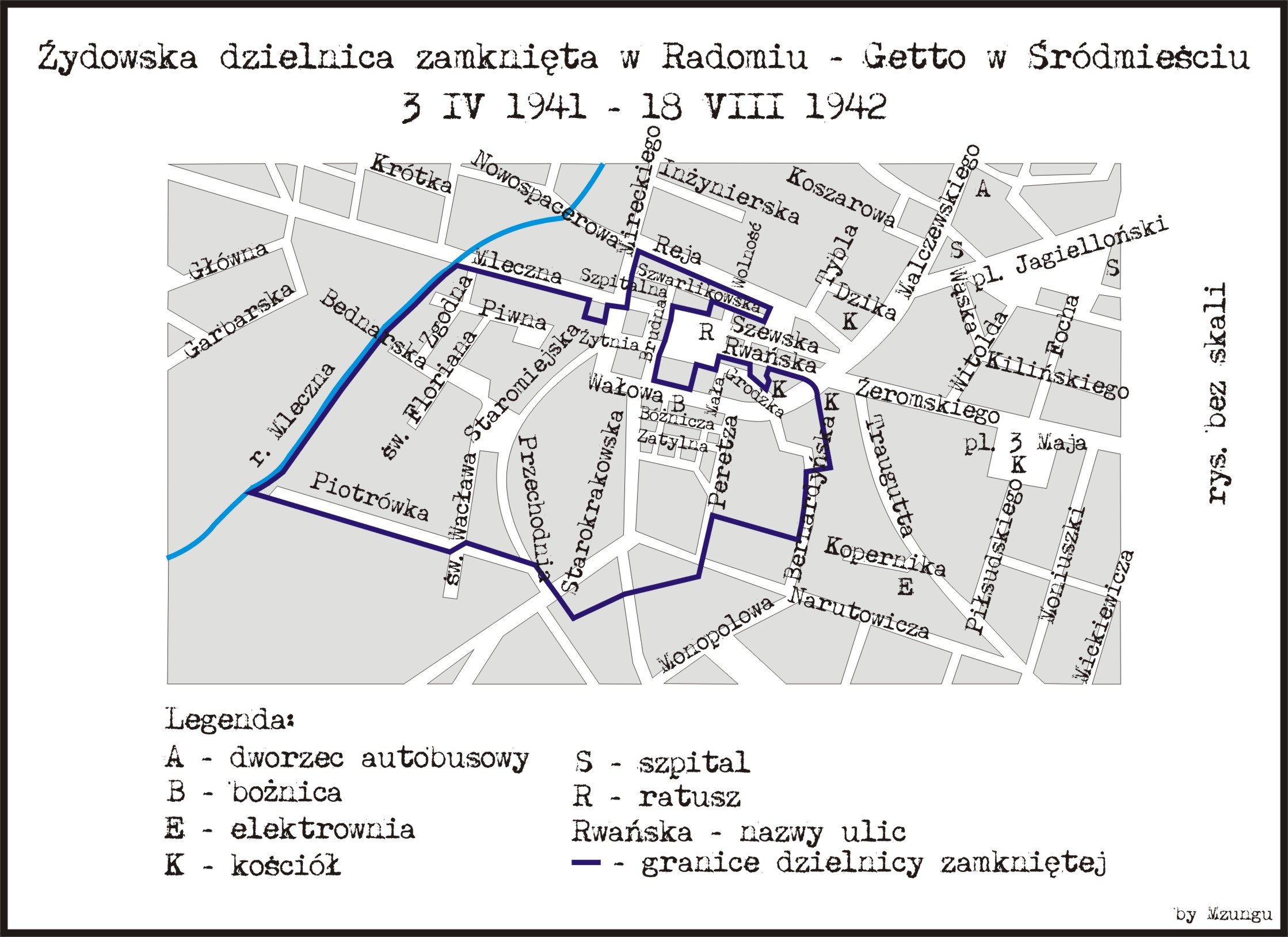
Schemat getta w Śródmieściu w Radomiu

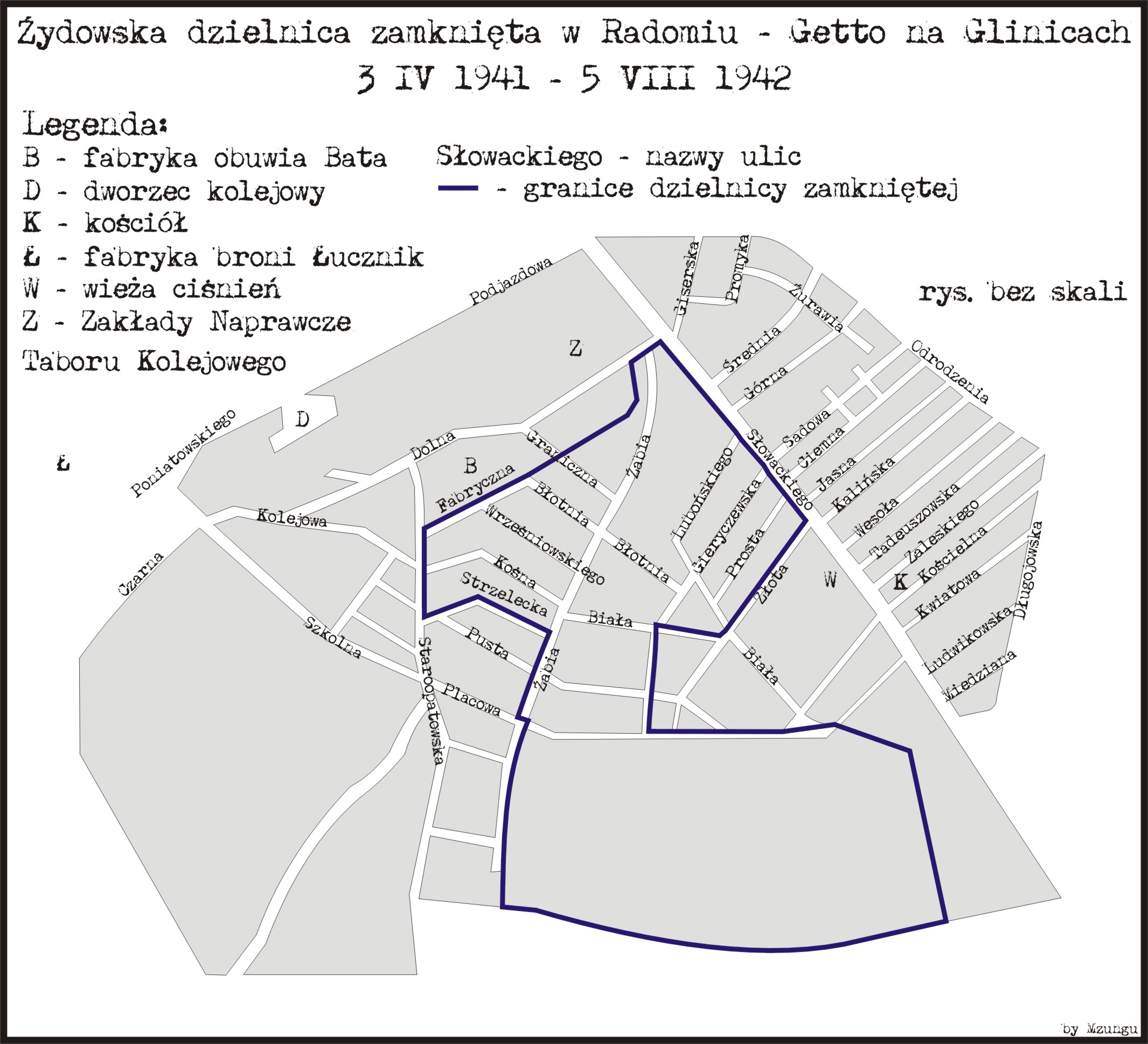
Schemat getta na Glinicach w Radomiu

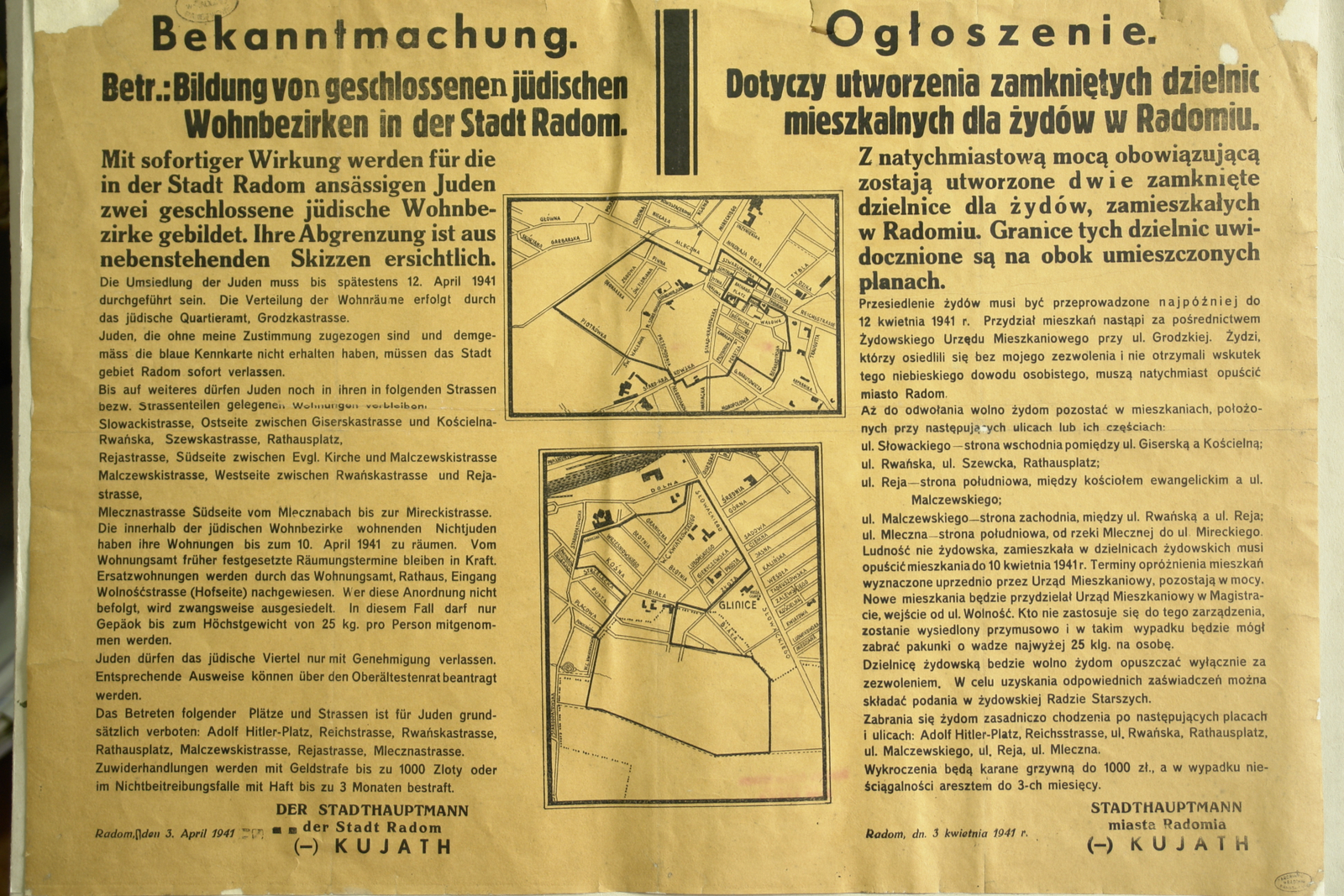
Plakat informujący o utworzeniu getta w Radomiu

Pierwsze nieoficjalne informacje o planach utworzenia getta pojawiły się w Radomiu już w styczniu 1940. Jednak rozporządzenie o powstaniu zamkniętych dzielnic mieszkaniowych wydane przez starostę radomskiego Kujatha zostało wydane 3 kwietnia 1941. Ludność polska miała opuścić wyznaczony na getto obszar do 10 kwietnia. Termin przenosin dla Żydów wyznaczono na 12 kwietnia. Kwaterunkiem zajmował się Żydowski Urząd Mieszkaniowy działający przy Judenracie oraz Urząd Mieszkaniowy przy Zarządzie miasta Radomia. Żydowskim mieszkańcom pozwolono zabrać do 25 kilogramów dobytku na osobę. W skład getta wchodziły dwie odrębne części – śródmiejska i w dzielnicy Glinice. Granice tzw. dużego getta w Śródmieściu obejmowały tradycyjną dzielnicę żydowską i biegły: od kościoła ewangelickiego ulicą Reja do Mireckiego, potem Mleczną do rzeki Mlecznej i Piotrówki, następnie przecinały ulicę św. Wacława do Przechodniej, przecinały Starokrakowską, Mariacką, Narutowicza do Peretza, później równolegle od Narutowicza do Bernardyńskiej i do styku Wałowej z placem św. Trójcy, a następnie Rwańską do Rynku i Szwarlikowskiej. W dużym getcie mieszkało około 25 tys. ludzi. Na taki kształt dzielnicy zamkniętej wpłynęła zwarta zabudowa w centrum, tak że istniejące kamienice stanowiły granicę getta. Okupanci nakazali dodatkowo zamurować okna na parterze w budynkach na styku żydowskiej i aryjskiej części miasta. Jedyna brama do getta znajdowała się przy ulicy Wałowej.
Tzw. małe getto na Glinicach powstało na terenach zamieszkanych przez ludność zarówno polską, jak i żydowską. Była to jedna z najbiedniejszych radomskich dzielnic o starej (często XIX-wiecznej) zabudowie. Motywacją utworzenia drugiego getta w Radomiu była duża liczba ludności żydowskiej zamieszkującej miasto i obawa władz okupacyjnych przed epidemią tyfusu, która mogłaby się przy tak dużym zagęszczeniu mieszkańców z łatwością rozlać na całe miasto. Układ urbanistyczny śródmieścia (sąsiedztwo pól i terenów o luźnej zabudowie) nie pozwalał na poszerzenie obszaru getta śródmiejskiego. Granice wytyczonego na Glinicach getta biegły: ulicą Słowackiego, Dolną do Złotej, potem do Białej, Kośną do Staroopatowskiej, później Fabryczną do styku Dolnej, Żabią (Kwiatkowskiego) i Słowackiego. Mieszkało tu około 8 tys. ludzi. Przy ogradzaniu getta glinickiego na niektórych odcinkach zastosowano drut kolczasty. Koszty wzniesienia ogrodzenia oraz ustawienia tablic informacyjnych obciążały Żydów.
Na koniec listopada 1941 w obu częściach radomskiego getta znajdowało się 3989 mieszkań (6529 izb), w których było zameldowanych 25658 osób.
Getto przestało istnieć po akcji likwidacyjnej przeprowadzonej przez Niemców w dwóch etapach 4-5 sierpnia i 16–18 sierpnia 1942. Blisko 30 tys. mieszkańców getta, którzy dożyli do akcji likwidacyjnej, wywieziono do Treblinki i tam wymordowano.
Niemcy pozostawili w Radomiu pewną ilość żydowskich robotników, których wykorzystywali do pracy przymusowej w przemyśle. Ich liczba oraz miejsce przebywania na terenie miasta były zmienne. Ostatecznie to tzw. szczątkowe getto w Radomiu zostało zlikwidowane w lipcu 1944.

## Życie w getcie

### Polityka niemiecka wobec mieszkańców getta

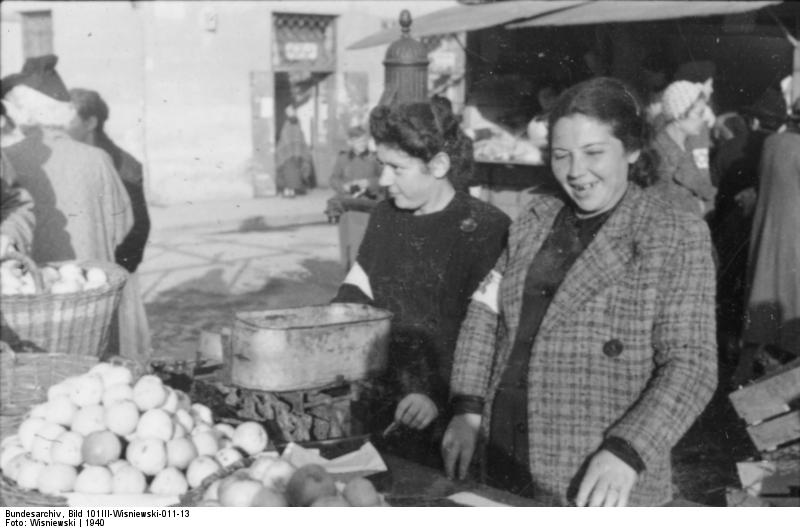
Żydowskie handlarki

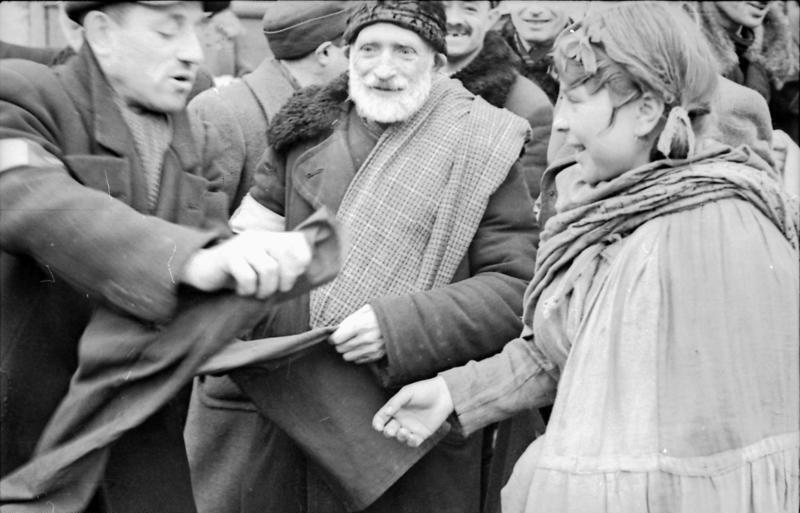
Handel był jednym z głównych źródeł utrzymania dla Żydów uwięzionych w getcie pomimo działań niemieckich, mających na celu odsunięcie ich od gospodarki

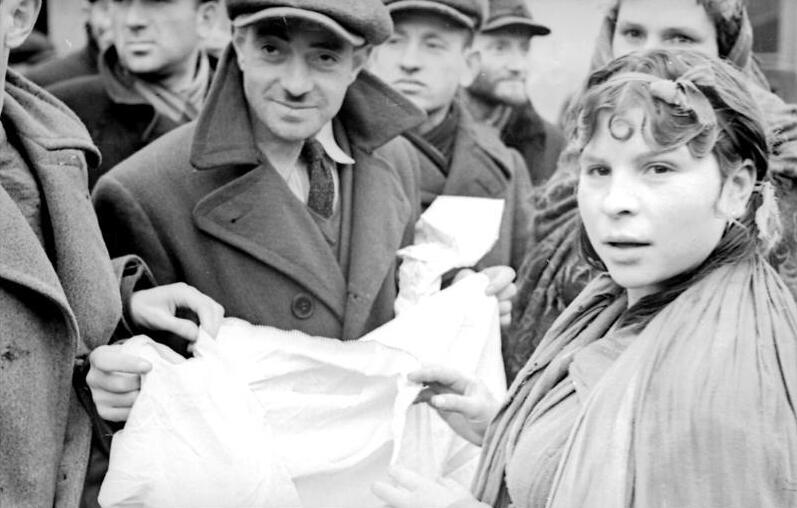
Dla wielu mieszkańców miasta wyprzedaż majątku była jedynym źródłem środków finansowych pozwalających na przeżycie

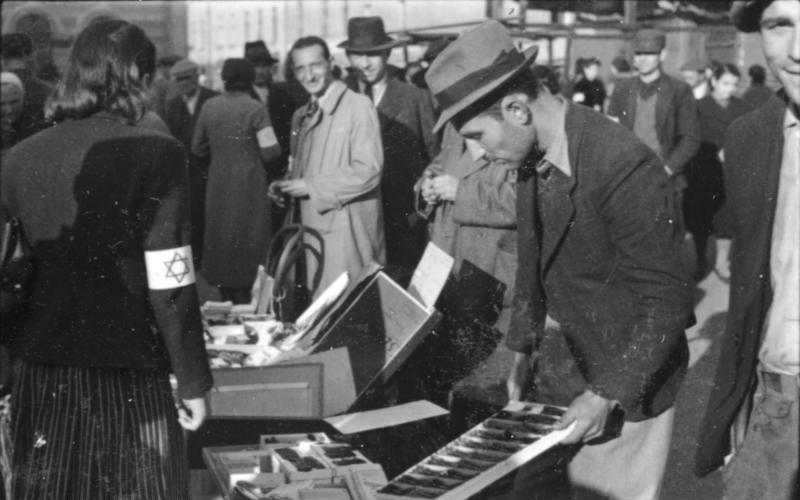
Handlarze i klienci

Na warunki życia w getcie miało wpływ wiele czynników, a najważniejsze spośród nich to sytuacja mieszkaniowa i aprowizacyjna. Pogarszanie zarówno jednej, jak i drugiej było dla Niemców środkiem do zwiększenia śmiertelności wśród Żydów.
W zajmowanych przez Żydów domach panowała olbrzymia ciasnota, po utworzeniu gett w jednym pokoju mieszkało nawet po 15 osób. Judenrat podejmował starania o poszerzenie obszaru getta, lecz były one bezskuteczne. Starał się również łapówkami zyskać przychylność niemiecką. Tak wielkie zagęszczenie ludności w połączeniu ze słabym stanem sanitarnym domów, biedą i wyniszczającą pracą sprzyjało rozwojowi chorób. W getcie wybuchła epidemia tyfusu.
Na dogęszczenie w dzielnicach zamkniętych miały wpływ rozporządzenia generalnego gubernatora Hansa Franka z 29 kwietnia 1941 i 15 października 1941 oraz gubernatora dystryktu z 29 marca 1941 o przesiedlaniu ludności żydowskiej ze wsi do miast.
Obowiązywały kartki na żywność, a racje żywnościowe były bardzo niskie: 4–5 dag chleba na osobę. Kwitł jednak nielegalny, ścigany i karany przez okupanta handel i szmugiel. Zaopatrywanie getta w żywność nie odbywało się w centralny i skoordynowany sposób, a przez handel i wymianę indywidualną. W lutym 1942 zmniejszono w skali dystryktu ilość kart żywnościowych o ponad 1/3 (z 337 tys. do 200 tys.) oraz pomniejszono racje żywnościowe o 50%.
Handel i aprowizację znacząco utrudniały wprowadzone przez Niemców ograniczenia w poruszaniu się i zakazy opuszczania dzielnic zamkniętych. Wśród nich należy wymienić rozporządzenia generalnego gubernatora Hansa Franka z 15 listopada, 11 grudnia 1941 i 23 lutego 1942 oraz szefa dystryktu radomskiego z 11 grudnia 1941. Wyjście z getta odbywało się za przepustką, która była trudna do zdobycia. Obostrzenie to dotyczyło także członków Judenratu. Niemcy dla zabezpieczenia przed fałszowaniem przepustek często zmieniali ich wzory i wymagali okresowego przedłużania. Za wyjście poza teren dzielnicy zamkniętej bez przepustki groziła kara pieniężna lub obóz koncentracyjny, natomiast później kara śmierci.
Na warunki życia ludności żydowskiej w getcie radomskim miał też wpływ utrzymany przymus pracy dla osób pomiędzy 14 a 60 rokiem życia. Do prac przymusowych wyznaczano najbiedniejszych, bo oni nie mogli się wykupić od pracy. Pensje płacone przez Niemców były na bardzo niskim poziomie, o ile w ogóle były. Na terenie getta zorganizowano również warsztaty produkcyjne, które dawały zatrudnienie, zapewniały częściową ochronę przed ciągłym terrorem ze strony Niemców.
Żydów systematycznie rabowano i nakładano na nich kontrybucje. Masowe konfiskaty pojawiały się z większą częstotliwością przed akcją likwidacyjną getta. W lipcu 1942 Niemcy zarekwirowali wszystkie pozostałe w getcie rowery, konie i wozy.

#### Terror i ofiary
Dodatkowym, poza pracą przymusową i rabunkami, zagrożeniem dla Żydów w Radomiu był także terror niemiecki wymierzony bezpośrednio w ich życie. Obecnie liczba ofiar zmarłych i zabitych w getcie jest trudna do ustalenia.
Zdarzały się przypadki z pozoru niczym nie uzasadnionych, a faktycznie będących realizacją nazistowskiej ideologii, zabójstw Żydów, popełnianych przez niemieckich żołnierzy i żandarmów. Za nielegalne opuszczanie getta i za szmugiel rozstrzelano w radomskim więzieniu wiele osób. Przykładowo 17 lipca 1942 rozstrzelano skazanych przez Sąd Doraźny 27 Żydów, osadzonych w radomskim więzieniu. Kierownik radomskiego Arbeitsamtu Kleiner został zabity przez Niemców, którzy podejrzewali go o niearyjskie pochodzenie.
Pod koniec 1941 Niemcy przeprowadzili akcję pacyfikacji rytualnych rzezaków: masowo aresztowano rzeźników, aby wymóc na nich zakaz rytualnego uboju i znieść wśród Żydów tradycję spożywania koszernego mięsa.
W 1942 Niemcy przeprowadzili akcję przeciw przedwojennym działaczom lewicowym. Celem terroru stali się byli działacze i sympatycy Bundu, Poalej Syjon – Lewicy oraz Komunistycznej Partii Polski. Okupanci rozstrzeliwali podejrzanych, często osoby zupełnie niezwiązane z polityką, które z osobą poszukiwaną wspólne miały tylko nazwisko. Świadkowie mówią o serii aresztowań w lutym 1942, którym towarzyszyło zabicie około 50 osób. Inne relacje wspominają o dwóch akcjach skierowanych przeciw sympatykom lewicy: pierwszej w lutym, w której zamordowano około 30 osób, drugiej w kwietniu, ta miała pochłonąć około 50-60 ofiar. Wiadomo, że w nocy z 27 na 28 kwietnia 1942 aresztowano w Radomiu kilkaset osób spośród inteligencji i działaczy lewicowych.
Czystki dotknęły także urzędników żydowskiej administracji i służb jej podległych. Podczas kwietniowej fali zatrzymań aresztowano przewodniczącego Judenratu Diamenta, jego zastępcę Meryna i 20 żydowskich policjantów, a wśród nich szefa Żydowskiej Służby Porządkowej Eszwina. Z grupy zatrzymanych 28 kwietnia rozstrzelano 70 osób, a kilkaset wysłano do Auschwitz.
Również radomskie więzienie stało się elementem aparatu terroru. Od kwietnia 1941 do czerwca 1942 uwięziono przynajmniej 763 Żydów. Tworząc getto znacznie zaostrzono obowiązujące kary w stosunku do Żydów. Za drobne wykroczenia administracyjne (brak dokumentów, niestawienie się na szczepienia, naruszenie zasad porządkowych lub sanitarnych) nakładano na Żydów wysokie grzywny, które z powodu niewypłacalności skazanych zamieniane były na kilkumiesięczne kary więzienia. Pobyt ten niejednokrotnie kończył się śmiercią. Złą sławę zdobył nadzorca oddziału specjalnego radomskiego więzienia, Ferdinand Koch, który zmuszał uwięzionych do walk na pięści, bił ich do nieprzytomności pękiem kluczy, kopał w narządy płciowe, zmuszał pobitych pałką lub pejczem nagich więźniów do grupowego śpiewania religijnych pieśni. Tylko od marca do czerwca 1942 z jego rąk zginęło około 100 Żydów.
Zwłoki zabitych były składowane w baraku przy ul. Szwarlikowskiej, a potem wywożone i grzebane na cmentarzu żydowskim, a także w masowej mogile u zbiegu Starego Miasta i ul. Przechodniej. Żydzi zmarli z głodu i chorób, a także ci zabici przez Niemców, byli również grzebani w podradomskim Firleju.
Żydzi zatrzymani bez przepustki poza dzielnicą wydzieloną, nakryci na nienoszeniu opaski, nielegalnym handlu lub zawyżaniu cen towarów i usług byli skazywani na karę śmierci lub deportację do obozu. Wyrok orzekał policyjny sąd doraźny przy miejscowym urzędzie komendanta policji bezpieczeństwa (SD), przy komendzie policji porządkowej (Orpo) lub komendzie policji ochronnej (Schupo). Działał też sąd specjalny (Sondergericht) podlegający gubernatorowi dystryktu. Większość transportów z Radomia kierowana była do Auschwitz (10 grudnia 1941, 29 stycznia 1942, 29 kwietnia 1942). Transporty kobiece odjeżdżały do Ravensbrück (np. 10 kwietnia 1942). Grupa więźniów z Radomia trafiła także do obozu na Majdanku. Egzekucji dokonywano najczęściej we wsi Firlej, miejscem straceń był także Wacyn oraz las kosowski. Tylko w okresie od 20 czerwca do 15 sierpnia 1942 rozstrzelano przynajmniej 107 radomskich więźniów wyznania mojżeszowego. Istnieją także dane mówiące o masowych egzekucjach mieszkańców getta, niebędących więźniami zakładu karnego: 18 kwietnia 1942 na Firleju i w Cerekwi rozstrzelano 150 Żydów.

### Żydowskie organizacje w getcie

#### Judenrat

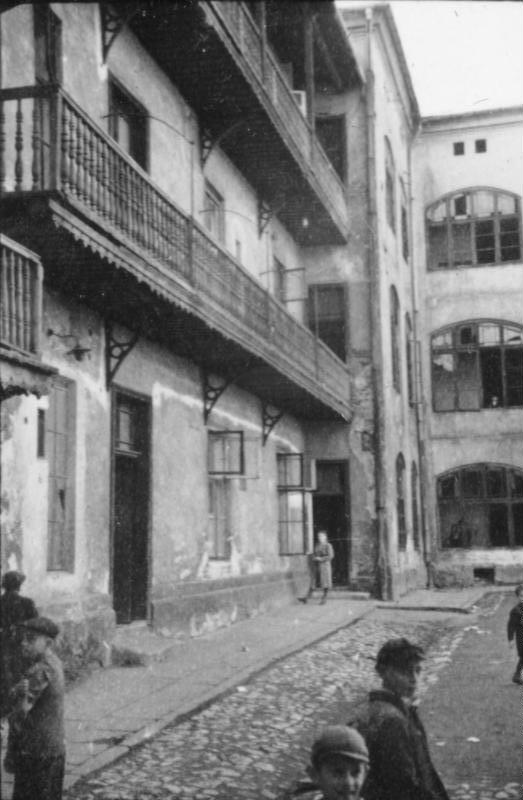
Zabudowania getta

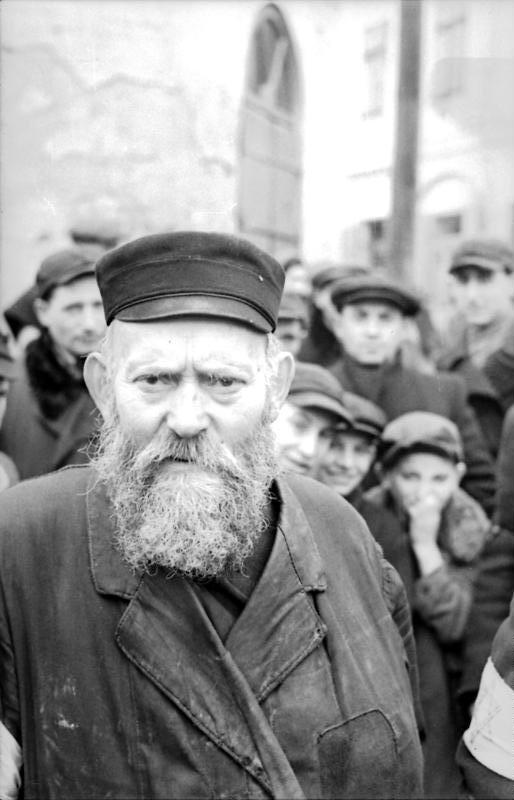
Żydowscy mieszkańcy dystryktu radomskiego

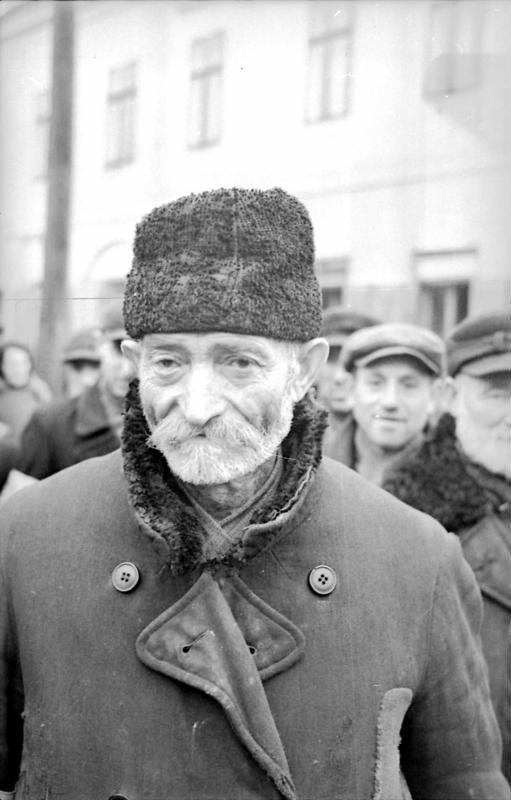
Żydowscy mieszkańcy dystryktu radomskiego

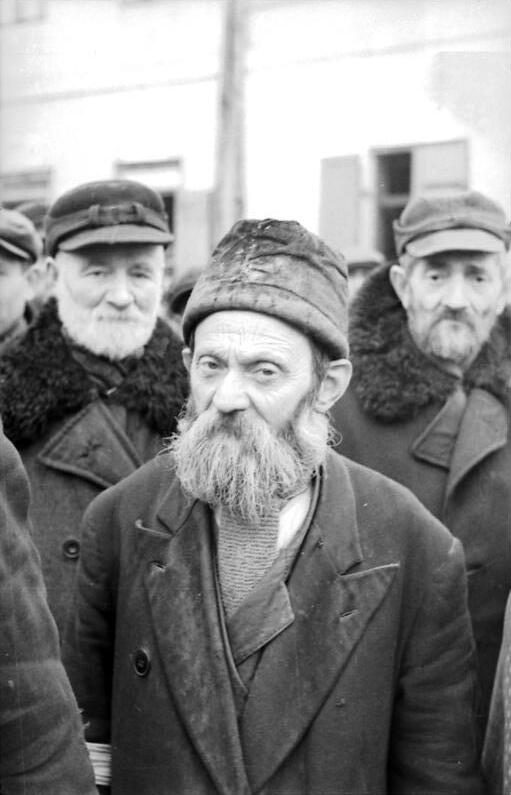
Żydowscy mieszkańcy dystryktu radomskiego

Na podstawie rozporządzeń generalnego gubernatora Hansa Franka z 20 i 28 listopada 1939 utworzono w Radomiu Radę Starszych, czyli Judenrat, której zadaniem było wykonywanie zarządzeń okupanta adresowanych do ludności żydowskiej. Radomski Judenrat formalnie nosił nazwę Naczelnej Rady Starszych Ludności Żydowskiej Dystryktu Radomskiego, co odpowiadało funkcji, którą pełnił, to jest rady zarówno miejskiej, jak i ogólnodystryktowej.

##### Skład
Radomski Judenrat powstał jeszcze w grudniu 1939 w oparciu o rozporządzenie okupanta. Niemcy na przewodniczącego rady wyznaczyli nieznanego radomskiej opinii publicznej Józefa Diamenta, który dobrał sobie współpracowników z istniejącego Żydowskiego Komitetu Samopomocy Społecznej, przekształcając de facto komitet w Judenrat. Znany jest tylko pierwotny skład rady, z dużym prawdopodobieństwem można przypuszczać, że w trakcie okupacji ulegał on większym zmianom.
W skład radomskiego Judenratu wchodzili:
Przewodniczący
- Józef Diament

Zastępca przewodniczącego ds. opieki społecznej
- Arnold Meryn – prezes Związku Kupców Ziemi Radomskiej.

Członkowie
- Chaim Aron Birenbaum – kupiec, działacz Haszomer Hacir, członek zarządu radomskiej Biblioteki im. Pereca,
- Dawid Blatman – działacz Organizacji Syjonistycznej,
- Szmul Cukier,
- dr Wolf Cug – członek władz Towarzystwa Wspierania Biednych Chorych Żydów „Linas Hacedek”, autorytet radomskiego środowiska lekarskiego,
- Jehoszua Eiger – buchalter,
- dr Ludwik Fastman – lekarz, działacz społeczny, były radny miejski, członek władz Żydowskiego Komitetu dla Propagandy Pożyczki Narodowej,
- Stanisław Fersztendik,
- Wolf (Władysław) Finkirlsztajn – naczelny lekarz Szpitala Starozakonnych w Radomiu,
- Jona Goldberg,
- Kalman Goldberg,
- Elizer Gotlieb,
- Józef Gradowczyk,
- Rafał Halckener,
- Mojżesz Leslau – przemysłowiec,
- Mojżesz Luksemburg – działacz Organizacji Syjonistycznej,
- Mojżesz Rozenfeld – buchalter,
- Mojżesz Rubinsztajn – starszy żydowskiego Cechu Krawców, Kuśnierzy i Kapeluszników, członek Zarządu Banku Rzemieślniczego, członek władz gminy wyznaniowej,
- Wolf Sanicki,
- Albram Salbe – przemysłowiec,
- Józef Stellman – przemysłowiec,
- dr Chaim Szenderowicz – lekarz, opiekun domu Sierot Żydowskich w Radomiu,
- Hersz Zajdman – członek zarządu Stowarzyszenia Niesienia Pomocy Biednym i Chorym Miasta Radomia „Ezra”.

28 kwietnia 1942 doszło do aresztowania grupy członków rady: przewodniczącego Diamenta, jego zastępcy Meryna i Jehoszui Ejgera pod zarzutem nadużyć gospodarczych. Być może aresztowania objęły szerszy krąg członków rady. Skazani zostali zesłani do obozu koncentracyjnego Auschwitz-Birkenau. Można przypuszczać, że po czystce na funkcję przewodniczącego Judenratu Niemcy wyznaczyli Ludwika Fastmana.
Ponadto w administracji Judenratu pracowało ponad sto innych osób. Oprócz tego Judenrat opłacał około 250 osób personelu podlegających mu instytucji (służba medyczna, porządkowa, pracownicy cmentarza, opieki społecznej itp.).

##### Zadania i kompetencje
Poniższe informacje nie są kompletną listą komórek administracji żydowskiej, jej dokładnej struktury nie da się ustalić. Struktura organizacyjna Judenratu obejmowała m.in.:
- Biuro Główne (Hauptbüro) – sekretariat Rady, tu redagowano oficjalną dokumentację, ogłoszenia, uchwały; biuro było też zapewne wykorzystywane do innych prac zleconych przez Niemców, np. tworzenie ewidencji Polaków, skazanych na deportację.
- Biuro Ewidencji Ludności Żydowskiej (Das Jüdische Einwohererfassungsbüro) – prowadzono tu spisy mieszkańców getta, a także ich dobytku (pojazdów, koni, krów).
- Urząd Mieszkaniowy (Kwatieramt) – nadzorował rozmieszczanie Żydów na terenie radomskiego getta.
- Wydział Personalny (Personalabteilung) – nadzorował kadry radomskiego Judenratu.
- Wydział Pracy Przymusowej (Abteilung Arbeitspflicht) – kompletował kontyngenty Żydów pracujących w Radomiu i okolicach, wypłacał symboliczne wynagrodzenie, bardzo możliwe, że w czasach funkcjonowania getta już nie funkcjonował, a jego role przejęła administracja niemiecka (Arbeitsamt).
- Wydział Przemysłowo-Handlowy – zarządzał komisarycznie mieniem żydowskim, odebranym prywatnym właścicielom (firmy, nieruchomości) na terenie getta (poza gettem administrowali Polacy i Niemcy), zajmował się gospodarczymi aspektami funkcjonowania żydowskiej społeczności, w dziale języka niemieckiego można było uzyskać pomoc w pisaniu podań do władz w języku okupanta.
- Wydział Prawny (Rechtsabteilung) – stanowił organ łącznościowy z władzami niemieckimi w kwestii zarządu komisarycznego, administracji majątkiem. Działał tu także Sąd Polubowny dla Żydów.
- Wydział Zdrowia (Abteilung Gesundheitwesen) – walczył z epidemiami, dbał o sprawy sanitarne i zdrowotne, organizował szczepienia, nadzorował Szpital Starozakonnych, Szpital Epidemiczny, Zakład Dezynfekcyjny, Ambulatorium.
- Wydział Opieki Społecznej (Abteilung Bevölkerungswesen und Fürsorge) – prowadził Dom Starców i Kalek im. Bekermanów i sierociniec.
- Wydział Wyznaniowy – był kontynuatorem rozwiązanego przez Niemców rabinatu, głównym rabinem pozostał Chil Kestenberg.
- Wydział Szkolny – podejmował próby odbudowy szkolnictwa żydowskiego w Radomiu.
- Wydział Finansowy (Finanzabteilung) – wypłacał pobory pracownikom Rady, nakładał i ściągał w imieniu okupanta kontrybucje
- Wydział Pocztowy – kierował korespondencję z i do getta.
- Wydział Prowincjonalny – współpracował ze skupiskami Żydów z terenu całego dystryktu[24].

##### Ocena funkcjonowania
Oceny radomskiego Judenratu formułowane przez ocalałych z getta Żydów są, ogólnie rzecz biorąc, krytyczne i wykazują cechy typowe, które można dostrzec także w ocenach Judenratów w innych miejscowościach. Zarzuty adresowane do Judenratu można zasadniczo podzielić na dwie kategorie. Po pierwsze zarzuca się członkom Judenratu, iż ulegli moralnemu rozprężeniu i zachowania ich cechował skrajny egoizm. Dowodem na to ma być zajmowanie przez nich lepszych mieszkań i życie w niezwykle dobrych, w porównaniu z resztą mieszkańców getta, warunkach, życie ponad stan, utrzymywanie kochanek oraz dopuszczenie do istnienia kilku domów publicznych, w których miało być zarejestrowanych 10 prostytutek. Po drugie zarzuca się członkom Judenratu, że byli skorumpowani i współpracowali z okupantem w dziele prześladowania swoich rodaków. W relacjach powtarza się zarzut, że do wyniszczających, niskopłatnych i przymusowych robót na rzecz Niemców kierowani byli najbiedniejsi Żydzi, których nie stać było na wykupienie się od pracy.
Podejmując próbę obiektywnej oceny działalności radomskiego Judenratu, należy zauważyć, że ocena ogółu Jedenratów budzi duże wątpliwości w nauce. Podkreśla się niekiedy, że największym błędem członków Rad Żydowskich był nie tyle sposób współpracy z Niemcami, co sam fakt jej podjęcia. W tej argumentacji zauważa się, że przerzucenie olbrzymiej pracy administracyjno-organizacyjnej na barki samych Żydów znacząco ułatwiło Niemcom przeprowadzenie zagłady. Z kolei obrońcy członków Judenratów podnoszą, że nie mieli oni wiedzy, pozwalającej przewidzieć i ocenić prawdziwe zamiary okupantów. Zwracają także uwagę, że wiele Judenratów w ramach swoich możliwości starało się ulżyć doli Żydów.
Odnośnie do Radomia należy zauważyć, iż istniała lepiej lub gorzej działająca służba zdrowia i opieka społeczna. Judenrat korzystał z uprawnienia do nakładania dodatkowych danin na specjalne cele jak pomoc pracującym w obozach czy dożywianie dzieci. Niekiedy daniny te były zbierane w naturze (metale, futra) i przejmowane przez Niemców. W obliczu olbrzymiej ciasnoty i przeludnienia Judenrat podejmował starania o poszerzenie obszaru getta, lecz były one bezskuteczne. Próbował także łapówkami i kosztownościami zyskać przychylność niemiecką. Nie można także nie zauważyć, że członków Rady także dotykały niemieckie represje i podzielili oni ostatecznie w większości los swych współbraci.

#### Żydowska Służba Porządkowa

##### Skład

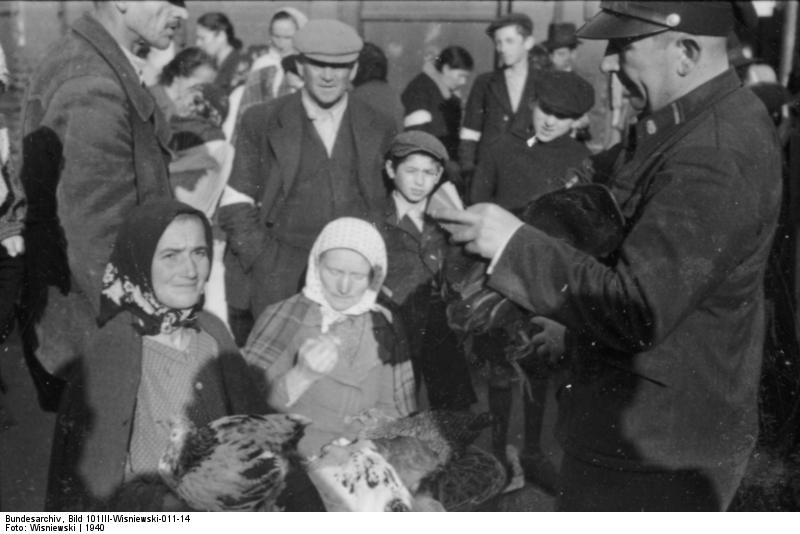
Polski granatowy policjant podczas kontroli żydowskich handlarzy. Żydowska Służba Porządkowa współpracowała zarówno z polską, jak i niemiecką policją.

Brak dokładnych danych odnośnie do daty powstania ŻSP w Radomiu. Za równie wczesnym co w Jędrzejowie, to jest jesienią 1940, powołaniem ŻSP przemawia ranga Radomia jako siedziby władz dystryktu. Żydowska Służba Porządkowa w Radomiu liczyła około 150 mężczyzn w wieku 21-40 lat. Byli oni rozdzieleni pomiędzy obie zamknięte dzielnice. Około 100 pracowało w Śródmieściu, a około 50 na Glinicach. Zaciąg do ŻSP był ochotniczy i wstępowała w jej szeregi przeważnie inteligencja, która pozbawiona była szans na inną pracę, choć zdarzały się także przypadki robotników czy cholewkarzy w służbie ŻSP.
Komendantem Służby został Joachim Gajger, zaś jego zastępcą był niejaki Gejgin. Gaiger został aresztowany w kwietniu 1942 zapewne wraz z innymi oficerami ŻSP i członkami Judenratu. Jego następcą został człowiek znany już z pracy w Judenracie – Sytner, przedwojenny adwokat z Kalisza. Niektóre wspomnienia wskazują także na niejakiego Eszwina, który miałby pełnić funkcję komendanta ŻSP na wiosnę 1942.

##### Zadania
ŻSP została powołana na polecenie okupanta i była formalnie podporządkowana Judenratowi. Nie oznacza to jednak, iż Niemcy nie mieli na jej działania wpływu, gdyż kontrolowali zarówno Judenrat, jak i mogli wydawać polecenia bezpośrednio ŻSP. Do zadań ŻSP należała kontrola czystości, stanu sanitarnego i porządku na ulicach getta i w budynkach. Funkcjonariusze mieli walczyć z pospolitą przestępczością, szmuglem i ucieczkami z getta. Dyżurowali przy bramie getta. Byli używani przez okupanta do konwojowania więźniów, wyszukiwania potrzebnych Niemcom ludzi, np.: fachowców do wykonania doraźnych zadań, osób skazanych na karę śmierci lub deportację. Ostatnim zadaniem ŻSP była współpraca z Niemcami podczas akcji likwidacji getta.

##### Ocena funkcjonowania
Oceny formułowane pod adresem ŻSP są równie krytyczne co względem Judenratu i opierają się na tych samych zarzutach. Funkcjonariuszy ŻSP obciąża dodatkowo fakt, iż ochotniczo zaciągnęli się do aparatu przemocy, który współdziałał z Niemcami w Zagładzie. Zarzuty dotyczące braku moralności pogłębia to, że przed wojną późniejsi członkowie ŻSP byli w większości wykształconymi i kulturalnymi ludźmi, których wojenna przemiana była zaskoczeniem.

### Opieka zdrowotna i społeczna

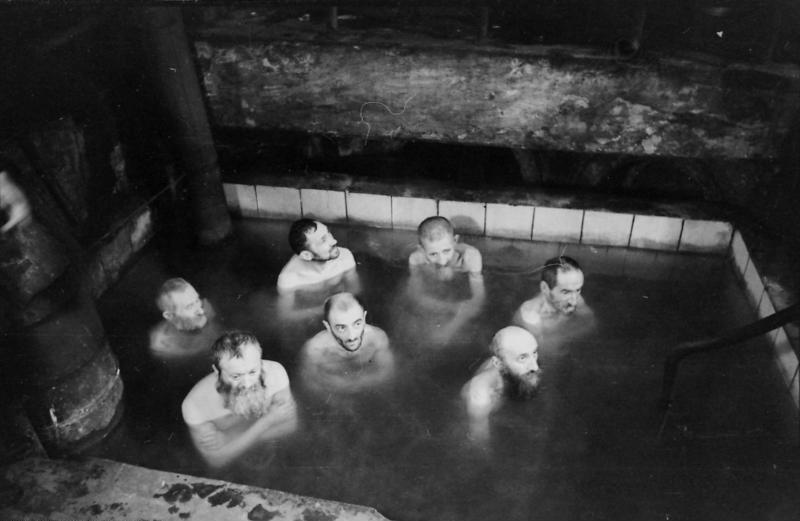
Żydzi w łaźni. Z powodu olbrzymiego przeludnienia i biedy panujących w getcie, a także fatalnych warunków sanitarnych zachowanie higieny było dużym problemem. Łaźnie łagodziły sytuację tylko w jakimś stopniu.

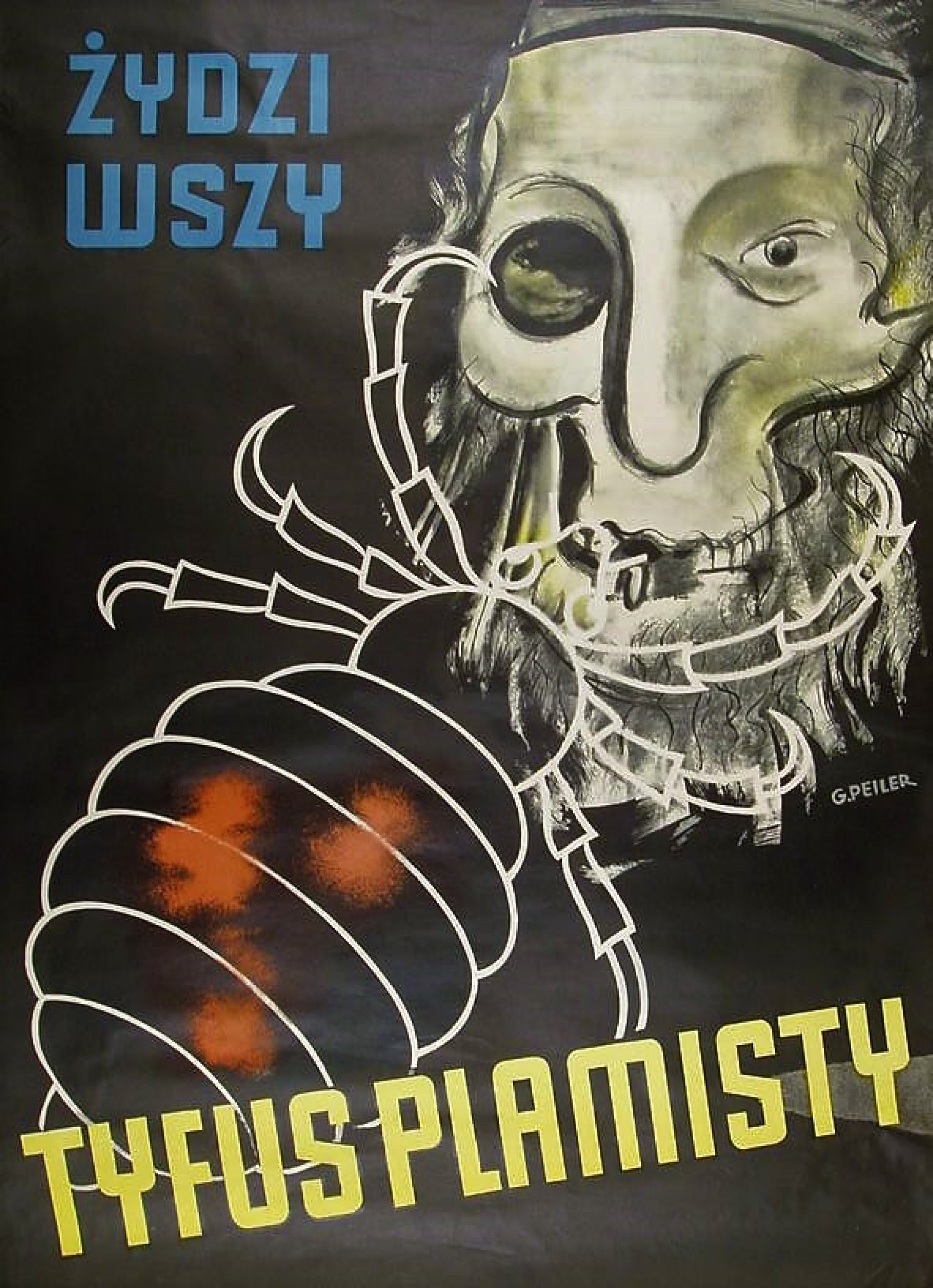
Niemiecki propagandowy plakat antysemicki, wiążący występowanie tyfusu z obecnością Żydów. Takie plakaty rozwieszane na ulicach polskich miejscowości miały wytworzyć w społeczeństwie przekonanie o odpowiedzialności Żydów za epidemię tyfusu i przez to zniechęcić do kontaktów z nimi i niesienia im pomocy. Faktycznie to warunki jakie stworzyli Żydom w gettach Niemcy, to jest bieda, ciasnota i złe warunki sanitarne spowodowały wybuch epidemii.

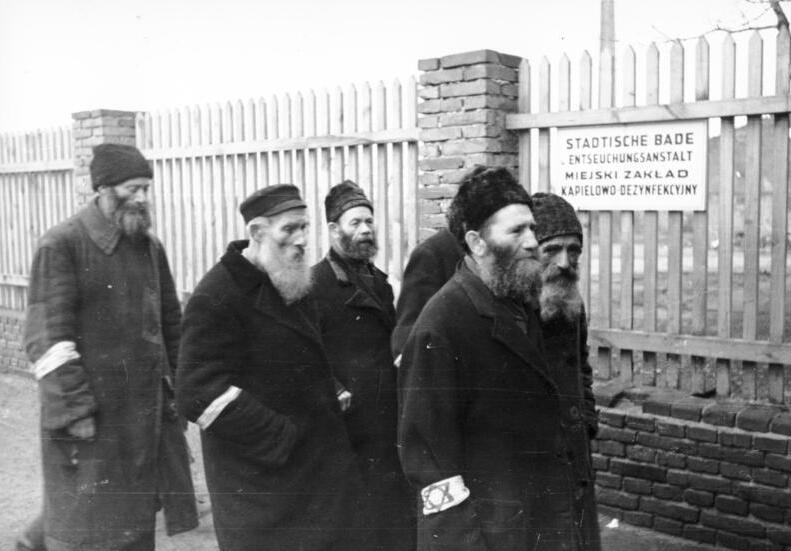
Żydzi idący do łaźni

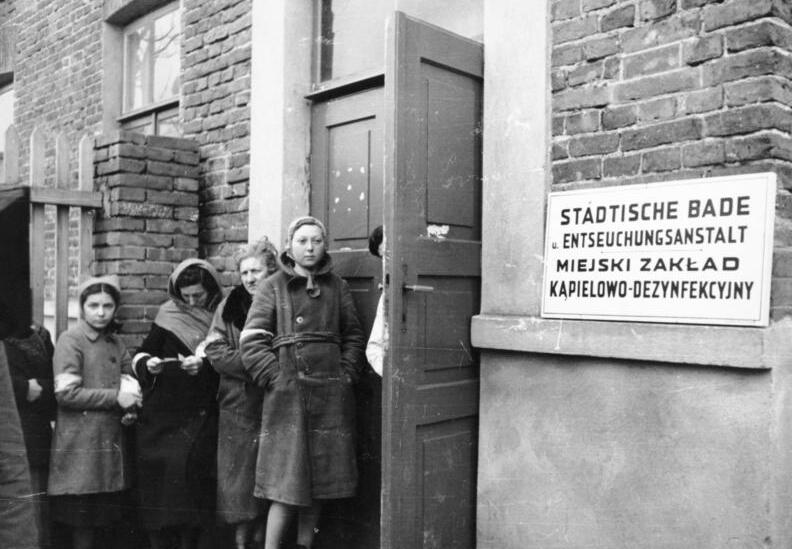
Żydówki stojące w kolejce do łaźni

Wobec postępującej, wskutek działań okupanta, izolacji społeczności żydowskiej od polskiej radomski Judenrat musiał zorganizować własną służbę zdrowia oraz opiekę społeczną.
Przed wojną istniał w Radomiu Szpital Starozakonnych, który działał także w trakcie okupacji. Dodatkowo utworzono Szpital Zakaźny (używano także określenia Szpital Epidemiczny) z laboratorium i apteką, który mieścił się w budynku zajmowanym przed wojną przez Dom Sierot Żydowskich przy ul. Warszawskiej 3. Służba zdrowia zatrudniała łącznie około 70 osób białego personelu, z czego 6 lekarzy w Szpitalu Zakaźnym.
Ponadto istniały takie placówki opiekuńcze jak: Dom Sierot Żydowskich, dom starców oraz dom izolacyjny dla żebraków zorganizowany w budynku synagogi. Przyczyną utworzenia domu izolacyjnego była duża liczba żebrzących mieszkańców miasta oraz żebraków przybywających z innych miejscowości. Podejmowano próby wysiedlenia ich do mniejszych miasteczek, lecz nie przynosiły one trwałych efektów, gdyż po kilku dniach ludzie ci wracali do Radomia, upatrując w tym dla siebie większej szansy przeżycia. W domu sierot było 40–50 dzieci, lecz nie prowadzono z nimi żadnych zajęć.
Pomimo podejmowanych starań, wskutek biedy, przeludnienia i fatalnych warunków higieniczno-sanitarnych, które panowały w getcie, w Radomiu wybuchła w latach 1941–1942 epidemia tyfusu plamistego. Dane oficjalne wskazywały na liczbę zachorowań sięgającą 150-200 przypadków. Faktycznie z powodu choroby zmarło około 1,5 tys. osób.
W zimie na przełomie 1939 i 1940 oraz na przełomie 1940 i 1941 Judenrat przeprowadził akcję zimową, zbierając odzież dla przesiedleńców i najbiedniejszych. Później pomoc była udzielana za pośrednictwem Żydowskiej Samopomocy Społecznej i jej Komitetu Opiekuńczego z siedzibą przy ul. Grodzkiej 8, które współpracowały z podobnymi polskimi organizacjami, działającymi za zgodą okupanta. ŻSS w dystrykcie kierował przewodniczący radomskiego Judenratu. Miejskiemu radomskiemu komitetowi podlegały delegatury w Białobrzegach, Garbatce, Gniewoszowie, Kozienicach, Pionkach, Skaryszewie, Szydłowcu i Zwoleniu. Kierowali nim kolejno Ludwik Fastwan i od stycznia 1941 Felicjan Hurwicz. W Radomiu działała stołówka zorganizowana przez ŻSS i kursy rzemieślnicze. Żydowski Komitet Opiekuńczy organizował warsztaty i placówki pracy oraz obsiewał pola na terenie getta, aby uzyskać dodatkową żywność.
Niektórzy bogatsi Żydzi prowadzili działalność dobroczynną, lecz nie była ona skoordynowana z działaniami Judenratu. Wśród pomagających w ten sposób wymienia się dawnych fabrykantów branży skórzanej Cemacha i Bojmana.
Placówki opieki zdrowotnej i społecznej zakończyły działalność wraz z likwidacją getta. W 1943 odtworzono Komitet Samopomocy Społecznej i utworzono żłobek dla kilkorga ocalałych dzieci.

### Życie kulturalne i polityczne

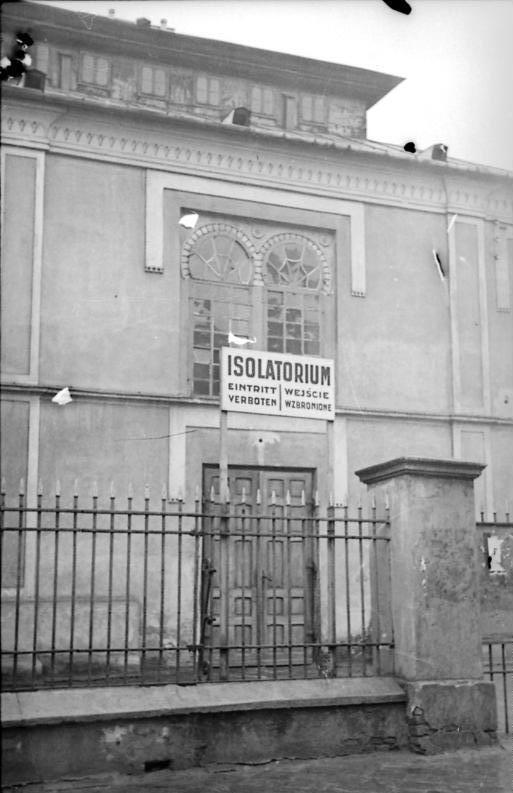
Radomska synagoga przekształcona w dom izolacyjny dla żebraków

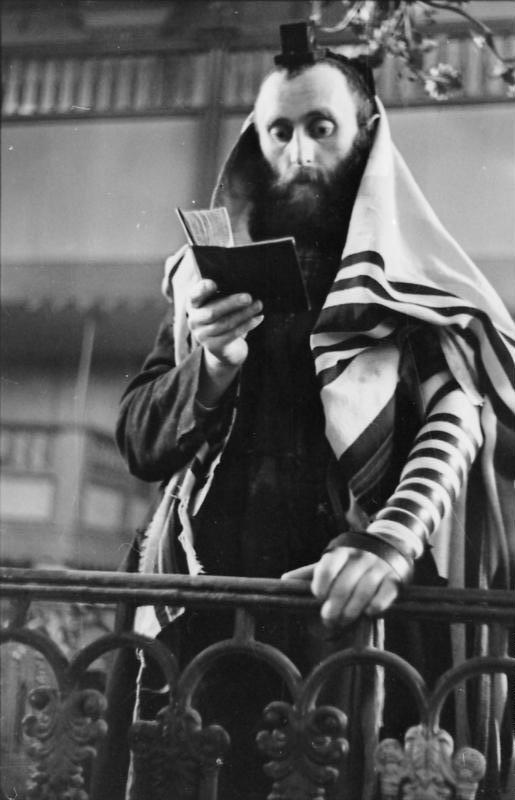
Modlący się Żyd w radomskiej synagodze. Zdjęcie ma charakter propagandowy, gdyż synagoga została przez Niemców zamknięta, a później przekształcona w dom izolacyjny dla żebraków.

Bogactwo przedwojennego żydowskiego życia w Radomiu zostało zdławione przez niemiecką okupację. Pomimo tego część Żydów podejmowała próby organizowania działalności wykraczającej poza zapewnienie sobie minimalnych środków utrzymania. Informacje o tym nie docierały do wszystkich mieszkańców dzielnic zamkniętych.
Niemcy nakazali zamknięcie szkół żydowskich. Działały jednak potajemnie chedery. Koniec ich działalności nastąpił z chwilą aresztowania nauczycieli, po których słuch zaginął. Z dziećmi w Domu Sierot nie prowadzono natomiast żadnych zajęć.
Po zamknięciu przez Niemców, radomska synagoga została przeznaczona na dom izolacyjny dla żebraków. Domy modlitwy, które znajdowały się przed wojną w prywatnych domach, kontynuowały działalność.
Funkcjonowały podziemne partie polityczne, kolportowano prasę podziemną, toczyło się utajone życie kulturalne. Działali również syjoniści w oparciu o strukturę przedwojennego kibucu.
Do Radomia wielokrotnie przyjeżdżał Icchak Cukierman. Kontakt z gettem w Radomiu utrzymywały łączniki z Warszawy Chuma i Frumka Płotnickie.
W Radomiu przy ul. Reja mieściła się filia „Gazety Żydowskiej”. Działał także sąd polubowny, przed którym starano się rozstrzygać drobne spory, aby nie zanosić ich do władz niemieckich. Zorganizowano jeden koncert.

## Likwidacja getta
Radomskie getto zostało zlikwidowane przez Niemców i ich kolaborantów, a także przy współpracy Żydowskiej Służby Porządkowej w sierpniu 1942.
Likwidacji getta dokonano w ramach akcji Reinhardt, którą koordynował z Lublina Odilo Globocnik. Celem akcji była zagłada Żydów w całym Generalnym Gubernatorstwie. Pełnomocnikiem Globocnika w dystrykcie radomskim został wyznaczony Wilhelm Josef Blum, który 1 sierpnia 1942 przybył do Radomia. Rozpoczęcie akcji wyznaczono na 5 sierpnia. Eksterminację w dystrykcie postanowiono zacząć od getta radomskiego. W przeciwieństwie do innych gett dystryktu, gdzie zaplanowano całkowitą eksterminację ludności żydowskiej, w radomskiej i częstochowskiej dzielnicy zamkniętej planowano pozostawić wraz z rodzinami grupę Żydów, pracujących w fabrykach broni. Decyzję taką podjęto w Krakowie czerwcu 1942 na odprawie przedstawicieli rządu i władz policyjnych dystryktu radomskiego. Potwierdził ją Heinrich Himmler w swoim rozporządzeniu z dnia 19 lipca 1942, w którym wyznaczył Radom na miejsce organizacji obozu zbiorczego (Sommellager) już po zagładzie Żydów dystryktu.
Akcja likwidacyjna została przeprowadzona w dwóch etapach. W dniach 4–5 sierpnia zostało zlikwidowane getto na Glinicach, zaś w dniach 16–18 sierpnia getto śródmiejskie. Spośród około 33 tys. Żydów znajdujących się w Radomiu w sierpniu 1942 blisko 80–90% zostało wywiezionych do obozu zagłady w Treblince. Pozostali zostali zamknięci w dwóch szczątkowych gettach – na ul. Szwarlikowskiej w Śródmieściu i ul. Szkolnej na Glinicach. Były to w istocie obozy pracy, gdzie żydowscy robotnicy zostali skoszarowani. Nieliczni podejmowali próby ucieczki z getta i ukrycia się po aryjskiej stronie, lecz nie wszystkim udało się znaleźć schronienie – w sierpniu 1942 zastrzelono w Radomiu około 100 uciekinierów z getta.
Akcję likwidacyjną, którą kierowali Betscher i Izipiens, osobiście nadzorował dowódca SS i policji Herbert Böttcher. Praktycznie jedynym źródłem do odtworzenia przebiegu zagłady getta są wspomnienia i relacje świadków.

### Likwidacja getta na Glinicach
Jako pierwsze zostało zlikwidowane w Generalnym Gubernatorstwie getto lubelskie. Akcja ta spowodowała rozpowszechnienie się pogłosek o planowanej podobnej operacji w Radomiu. Spekulowano, że getto na Glinicach zostanie zlikwidowane z powodu mniejszej liczby mieszkańców oraz że getto śródmiejskie ma większe szanse na przetrwanie. Skutkiem tego były liczne próby przenosin do „dużego getta” i narastająca w społeczności „małego getta” panika.
4 sierpnia 1942 około godziny 20:00 na terenie getta na Glinicach pojawiła się ekipa Polaków, pracowników elektrowni miejskiej, którzy pod nadzorem oddziałów niemieckich zamontowali reflektory o dużej mocy. Mniej więcej w godzinę później oddziały niemieckie, ukraińskie i polskie (granatowa policja) podjechały pod mury getta. Oddziały polskie otoczyły getto, podczas gdy Niemcy wraz z Ukraińcami wkroczyli do dzielnicy, gdzie połączyli się z czekającą już policją żydowską (ŻSP). O godzinie 22:00 zapalono reflektory. Policjanci żydowscy wypędzili wszystkich ludzi z mieszkań na plac zbiorczy. Na tym placu Niemcy dokonali selekcji. Starców, chorych i małe dzieci w łącznej liczbie około 500–600 (według innych danych 100–150 osób lub 800) osób rozstrzelano na miejscu. Około 800 lub 1000 silnych i zdrowych mężczyzn oraz 19 kobiet, posiadających karty pracy w niemieckich zakładach, pozostało na miejscu. Przeszukiwano także budynki dzielnicy w poszukiwaniu ukrywających się, których na miejscu zabijano. W ten sposób zginęło około 100 osób. Nad ranem pozostałą przy życiu grupę (według różnych szacunków: około 6–6,5 tys. lub 8 tys. osób), które noc spędziły na dworze, przepędzono pod strażą na bocznicę kolejową fabryki Bata. Podczas marszu strzelano do tych, którzy nie nadążali za kolumną. Na miejscu załadowano ich po 150–180 osób do przygotowanych wcześniej wagonów, których podłogi były wysypane wapnem. Ścisk w wagonach był przyczyną kolejnych ofiar, których śmierć nastąpiła przez zgniecenie i uduszenie.
Wobec pozostającego w pociągu wolnego miejsca Herbert Böttcher zdecydował, by brakujące 2 tys. Żydów doprowadzić ze śródmiejskiego getta. Około 5:00 Niemcy wspierani przez oddział ŻSP rozpoczęli wypędzanie z domów mieszkańców ulic: Wałowej, Pereca, Bożniczej, Zatylnej, Starokrakowskiej. Po oddzieleniu osób posiadających karty zatrudnienia wyselekcjonowano około 2 tysiące osób, które o godzinie 8 rano zostały popędzone w kolumnie w stronę stacji. Zapełniony pociąg opuścił Radom około godziny 9. Sebastian Piątkowski szacuje liczbę wywiezionych tego dnia na 10 tys. osób. Transport odjechał do Treblinki, gdzie radomskich Żydów zamordowano. Całej akcji wysiedleńczej towarzyszyło okrutne bicie i rabunek mienia wywożonych. 5 sierpnia Polacy kupowali od Żydów w Śródmieściu ruchomości i informowali tych ostatnich o przebiegu akcji wysiedleńczej.
Po zakończeniu akcji Judenrat zajął się pochówkiem pozostałych ciał ofiar w masowych grobach, zlokalizowanych przy ulicy Białej. Robotników oddzielonych w trakcie selekcji skoszarowano w Fabryce Broni.

### Likwidacja getta w Śródmieściu
Po likwidacji „małego getta” w dzielnicy śródmiejskiej zapanował strach. Osoby młode czy samotne próbowały ucieczki. Szlama Fiszman, Cemach Bojman, Józef Akerman i Mojżesz Rubinsztajn – dawni działacze cechów rzemieślniczych miasta – w błyskawicznym tempie utworzyli w getcie śródmiejskim warsztaty (tzw. „shopy”) w pięciu budynkach przy ul. Legionów, mając nadzieję, że zatrudnionym Żydom uda się ocalić życie. Nowo utworzone warsztaty zarejestrowały około 2 tys. pracowników, nie zdążyły jednak rozpocząć działalności. Niemcy, wiedząc o niepokojach, zapewnili funkcjonariuszy ŻSP oraz pracowników przymusowych Fabryki Broni, że pozostaną w mieście wraz ze swoimi rodzinami. Pozostali mieszkańcy getta próbowali za wszelką cenę zdobyć pracę lub zamienić ją na dającą większe szanse na pozostanie.
Wieczorem 16 sierpnia rozpoczęto instalowanie oświetlenia wzdłuż granic dużego getta, co wzbudziło wśród mieszkańców, znających przebieg wysiedlenia małego getta, przerażenie. Ludzie skupili się w zakładach, w których pracowali. Przed wejściami do nich jednak byli poddawani ścisłej kontroli przez urzędników Judenratu i granatową policję. W dopiero co zorganizowanych shopach zebrali się zatrudnieni w nich robotnicy. Akcją dowodził osobiście Wilhelm Josef Blum. Około godziny 18 niemiecka żandarmeria zajęła stanowiska wokół getta. Niemcy przeprowadzili selekcję w dwóch etapach, za każdym razem gromadząc ludzi w miejscu selekcji w nocy, a dokonując jej w godzinach przedpołudniowych. W nocy z 16 na 17 sierpnia zebrano mieszkańców południowej części dużego getta na Rynku, zaś następnej nocy zebrano pozostałych na ul. Wałowej. W trakcie selekcji zamordowano łącznie około 1 tys. ludzi – pacjentów szpitala, pensjonariuszy domu starców oraz w ptasiej rzeźni pewną liczbę dzieci. Zginął też ostatni rabin miasta Radomia Hil Kestenberg, który stanął w obronie dziecka katowanego przez Niemca. Ofiary pochowano przy ul. Starokrakowskiej i Białej. Do pozostawienia w getcie wybrano około 4 tys. robotników i rzemieślników oraz policjantów. Resztę mieszkańców przepędzono, zabijając ociągających się, na bocznicę fabryki Marywil i tam załadowano do dwóch pociągów, które skierowano do Treblinki. Także w tym przypadku wysiedleniu towarzyszyły rabunki – tak kosztowności odbieranych wypędzanym Żydom, jak i innych ruchomości pozostawianych przez nich w mieszkaniach i warsztatach pracy. Łupy były gromadzone w przygotowanych wcześniej magazynach.

## Getto szczątkowe
Getto szczątkowe to nieformalne określenie na funkcjonujący w Radomiu od sierpnia 1942 do lipca 1944 zespół miejsc, w których osiedlono Żydów pozostałych po likwidacji getta. Zarówno miejsca osadzenia, jak i grupa ludzi je zamieszkująca, były zmienne. Niezmienny był natomiast stosunek Niemców do około 6 tys. Żydów pozostawionych w szczątkowym getcie, który sprowadzał się do traktowania ich jako niewolniczej siły roboczej, którą należy eksploatować aż do fizycznego zużycia.

### Położenie
Na początku istnienia getta szczątkowego, to jest na przełomie sierpnia i września 1942 Żydzi byli osadzeni w Śródmieściu i na Glinicach. W Śródmieściu około 3 tys. osób mieszkało przy ul. Szwarlikowskiej, Ciasnej, Szpitalnej, Żytniej i Reja. Dokładne miejsce pobytu Żydów na Glinicach nie jest znane. W lipcu 1943 w Radomiu było około 1500 Żydów. Raport Żegoty z września 1943 wskazuje na istnienie obozu pracy pomiędzy ul. Ratuszową, Rzeźniczą i Wałową. W tym czasie w obozie na Glinicach pracowało około 1,2 tys. Żydów, a jako że Niemcy zabijali niezdolnych do pracy, to i ogólna liczba Żydów w tej części miasta nie mogła być dużo wyższa. W Śródmieściu przebywało około 3 tys. Żydów. 9 listopada 1943 przeniesiono obóz glinicki na ul. Szkolną. W Radomiu uwięziono także około 100 Żydów z Warszawy, wcześniej więzionych na Majdanku.
16 stycznia 1944 obóz na Szkolnej przekształcono w obóz koncentracyjny, a dokładniej w podobóz Majdanka – Arbeitslager Radom. Sprowadzano do niego Żydów z innych miejscowości. Liczył on wtedy około 2,5 tys. uwięzionych. Chorych i słabych bezwzględnie zabijano. W innych częściach miasta pracowało w tym czasie około 500 Żydów. W lutym 1944 w Radomiu pracowało około 3 tys. Żydów – wzrost ich liczby wynikał z dowożenia fachowców z innych miejscowości. 4 marca 1944 w warsztatach w Śródmieściu przeprowadzono selekcję i w jej rezultacie około 250 osób wysłano do Majdanka, a 100 innych przeniesiono na ul. Szkolną, dokąd w tym czasie znów sprowadzano Żydów z innych obozów, przez co osiągnął liczbę około 3 tys. pracowników.

### Zajęcia ludności i panujące warunki
Żydzi pozostawieni w Radomiu początkowo byli zatrudnieni przy porządkowaniu terenów getta. Później około 2 tys. pracowało poza jego terenem w fabrykach przemysłu ciężkiego, garbarniach, emalierniach i zakładach drzewnych. Kolejny 1 tys. był zatrudniony w shopach krawieckich, szewskich i metalowych na terenie dzielnicy. Mieszkańcy śródmiejskiego szczątkowego getta pracowali w firmach prywatnych, na kolei i przy wydobyciu torfu, natomiast mieszkańcy szczątkowego getta na Glinicach pracowali w fabryce amunicji i ich położenie materialne było o wiele cięższe. Odbywał się handel ocalonym mieniem i żywnością, której racje Żydzi otrzymywali głodowe. Żydzi w obozie pracowali po 10-11 godzin dziennie. Ludzie umierali z przemęczenia, lecz także wskutek panującego tyfusu. Odtworzono Komitet Samopomocy Społecznej, utworzono warsztaty, a nawet żłobek dla kilkorga ocalałych dzieci.

### Codzienny terror i akcja „Palestyna”
Poza wyczerpującą pracą, głodem i chorobami, przyczyną śmierci Żydów, żyjących jeszcze w mieście, były też bardziej lub mniej zorganizowane masowe mordy. Ich liczba, miejsce, czas i liczba ofiar są trudne do ustalenia i dokładnego zweryfikowania.
W podradomskim Firleju rozstrzeliwano dzieci, starców i chorych ze Starachowic, Bliżyna, a także mieszkańców Radomia. 20 października 1942 zamordowano na Firleju około 40 Żydów z Ostrowca Świętokrzyskiego. W pierwszej połowie 1943 zamordowano na Firleju około 40 Żydów z Ostrowca Świętokrzyskiego, a z getta radomskiego wzięto na ich miejsce innych 40. 29 kwietnia 1943 wybrano z obozu pracy około 70–80 byłych kupców i rozstrzelano ich w Szydłowcu na cmentarzu żydowskim. 9 listopada 1943 na ul. Białej Niemcy zabili około 200 osób z obozu na Glinicach – osoby starsze, dzieci i matki, które nie chciały dać się oddzielić od dzieci. Byli to Żydzi z Radomia i innych miejscowości. W tym czasie sprowadzono około 150 Żydów z Majdanka, w tym kilka kobiet. 1 maja 1943 zastrzelono 20 osób. W 1943 Niemcy wzięli z obozu na ul. Szkolnej około 60 osób, które zostały wykorzystane do wydobycia z ogrodu Paca zwłok ofiar likwidacji getta w Śródmieściu. Zwłoki te przewieziono następnie na Firlej, gdzie zostały spalone wraz z ciałami Żydów, którzy je wydobyli, a następnie zostali na Firleju zabici przez Niemców. Stałą praktyką czasów getta szczątkowego było mordowanie chorych i znalezionych dzieci. W czerwcu 1944 wymordowano ocalałe do tej pory dzieci.
W 1943 Niemcy na okupowanych terenach polskich przeprowadzili tzw. akcję Palestyna, która polegała na zbieraniu wśród Żydów chętnych do wyjazdu do Palestyny. Warunkiem wyjazdu było posiadanie tam krewnych, posiadanie polskiego przedwojennego paszportu i odpowiednich środków finansowych. Akcja miała na celu wyłowienie istniejącej jeszcze elity intelektualnej oraz ograbienie jej z posiadanego majątku. Żydzi, którzy zapisywali się na wyjazd, byli wywożeni z rodzinnych miejscowości i mordowani. W Radomiu zapisy na wyjazd rozpoczęły się 13 stycznia 1943 i zostały ponowione 22 marca 1943. Łącznie zapisało się około 130–150 osób, głównie inteligencji z rodzinami, spośród których zamordowano na szydłowieckim cmentarzu żydowskim 117, 122 lub 130 osób. Liczba zapisanych i ofiar nie jest pewna. Wiadomo, że część osób uratowała się, gdyż nie zmieściła się do ciężarówek, którymi wywożono zapisanych. Podaje się również informację, jakoby kilka osób wywiezionych na miejsce egzekucji nie zostało rozstrzelanych, lecz wywieziono je do Auschwitz.
Wiosną 1943 w akcji „palestyńskiej” i akcji wyłapywania i mordowania dzieci zamordowano około 1,2 tys. osób. Po tych akcjach w Radomiu zostało około 400 Żydów, którzy najpierw przebywali przypuszczalnie na Glinicach, a potem zostali przewiezieni do obozu na ul. Szkolnej.

### Ostateczna likwidacja
W marcu 1944 zlikwidowano śródmiejskie shopy, zaś w czerwcu tegoż roku obóz przy ul. Szkolnej na Glinicach. Około 2,4 tys. robotników z tego obozu ewakuowano do Tomaszowa Mazowieckiego, zabijając po drodze wszystkich nieletnich, którzy przetrwali dotychczasowe selekcje. Dalsze losy ewakuowanych robotników zależały od płci. Kobiety wywieziono do Auschwitz i Ravensbrück. Te z Auschwitz w części wywieziono potem do fabryk amunicji w Lipsku. Te z Ravensbrück, o ile dożyły, zostały pod koniec wojny ewakuowane do Szwecji. Mężczyzn wywieziono do Auschwitz i tam część zamordowano, natomiast zdolnych do pracy wysłano do fabryki lotniczej w Vaihingen an der Enz. Niewielka ich część trafiła do obozu w Kochendorfie i Dachau. 26 lipca 1944 dokonano ostatecznej likwidacji pozostających jeszcze w mieście Żydów. Ucieczką uratowało się tylko 4 ludzi.

## Demografia radomskiego getta
W listopadzie 1941 w getcie zameldowanych było ponad 25 tys. osób. Przed likwidacją getta w Radomiu w sierpniu 1942 znajdowało się w nim około 32–33 tys. osób.
Po likwidacji getta w Radomiu w sierpniu 1942 w mieście pozostało około 6 tys. Żydów, w tym około 4 tys. w Śródmieściu i około 1 tys. na Glinicach. W tym czasie pozostało przy życiu około 150 dzieci ukrytych u Polaków.
W lipcu 1943 w Radomiu było około 1,5 tys. Żydów. We wrześniu 1943 w obozie na Glinicach pracowało około 1,2 tys. Żydów, a jako że Niemcy zabijali niezdolnych do pracy, to i ogólna liczba Żydów w tej części miasta nie mogła być dużo wyższa. Ponadto w Śródmieściu przebywało około 3 tys. ludzi.
W styczniu 1944 było w Radomiu około 3 tys. Żydów – 2,5 tys. na ul. Szkolnej i 500 w innych częściach miasta. W lutym 1944 w Radomiu pracowało około 3 tys. Żydów – wzrost ich liczby wynikał z dowożenia fachowców z innych miejscowości. W marcu 1944 w Radomiu pracowało około 3 tys. Żydów – wydaje się, że wszyscy jacy przebywali wtedy w mieście przebywali w obozie na ul. Szkolnej. W czerwcu 1944 ewakuowano z Radomia w kierunku Tomaszowa Mazowieckiego około 2,4 tys. robotników z obozu na ul. Szkolnej, a ocalałe do tej pory dzieci zamordowano na miejscu. W mieście pozostało około 100 Żydów. 26 lipca 1944 dokonano ostatecznej likwidacji pozostających jeszcze w mieście Żydów. Ucieczką uratowało się tylko 4 ludzi.

## Próby ocalenia Żydów radomskich
W literaturze przedmiotu od dawna podejmowane są próby naukowego opracowania postaw Żydów wobec działań niemieckich oraz wpływu tych postaw na możliwość ocalenia z Holocaustu. Podnosi się przy tym, iż postawy te oscylowały od oporu (w tym kontekście zwłaszcza powstania w gettach warszawskim, białostockim, będzińskim i sosnowieckim, częstochowskim czy łachwieńskim oraz walka w oddziałach partyzanckich), przez współpracę z Niemcami (zarówno w łagodniejszej formie – przez Judenraty w celu chronienia ludności żydowskiej, czy przez robotników przymusowych liczących, że uczciwą pracą zasłużą na życie, jak i w formie kolaboracji), unikanie zagrożeń (czyli ukrywanie się i ucieczka), paraliż (to jest przy świadomości istniejących zagrożeń niemożność podjęcia jakichkolwiek działań), aż po uległość (czyli pogodzenie się ze swoim losem, jakikolwiek by on nie miał być). W zależności od przyjętych postaw różne były szanse i zagrożenia, a co za tym idzie także szanse przetrwania. Trzeba przy tym zauważyć, że nie na wszystkie szanse i zagrożenia poszczególni próbujący się ratować ludzie mieli wpływ. W dalszej części artykułu zostaną przedstawione potencjalne strategie, które mogli obierać Żydzi, a także szanse i zagrożenia z nimi związane.

### Możliwe strategie przetrwania

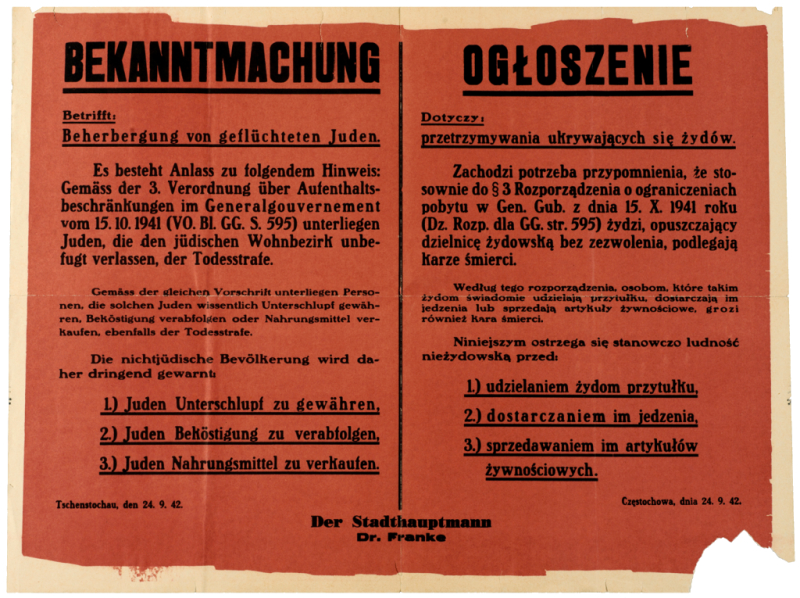
Niemiecki afisz z Częstochowy przypominający o grożącej za pomoc Żydom karze śmierci

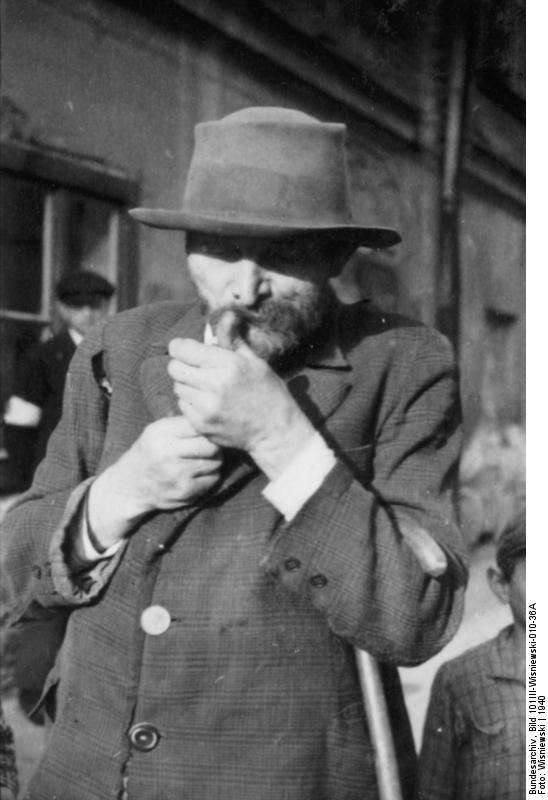
Z liczącej ponad 30 tysięcy ludzi społeczności żydowskiej w Radomiu wojnę przeżyło zaledwie kilkaset osób

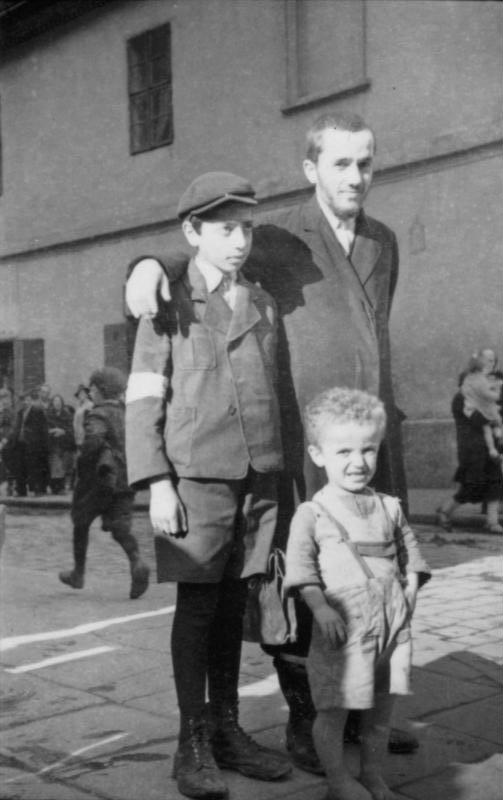
Młodzi i silni przy dużym szczęściu mogli dotrwać do końca wojny przechodząc przez kolejne obozy. Dzieci, jeśli nie zostały oddane pod opiekę polskim rodzinom miały znikome szanse na przeżycie wojny.

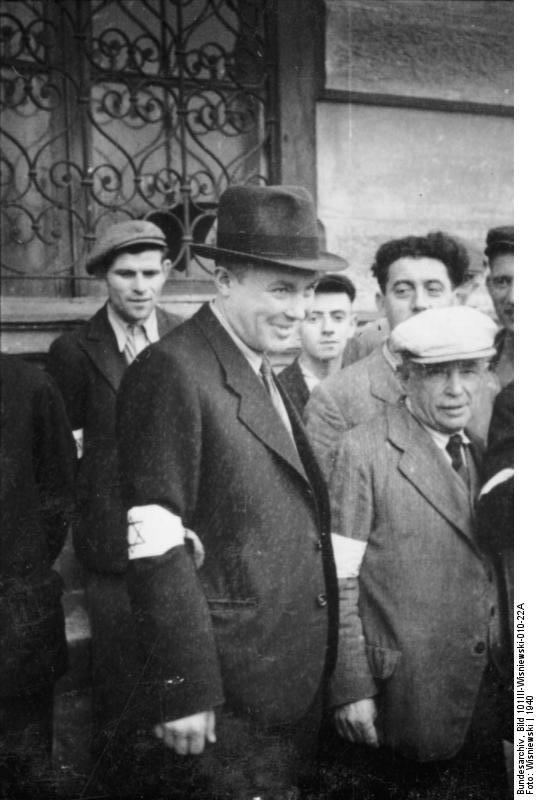
Akulturowani, mający „dobry wygląd” Żydzi mieli szanse przeżycia w przypadku ucieczki z getta

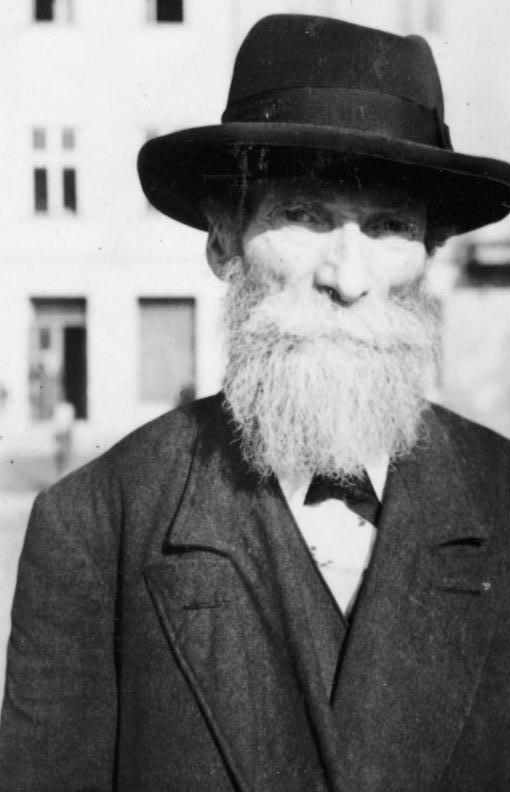
Dla starszych i chorych przetrwanie getta było o wiele trudniejsze

Podstawową i teoretycznie najskuteczniejszą strategią przetrwania było uniknięcie dostania się pod niemiecką okupację. Szansę na to dawał wyjazd z Polski przed wybuchem wojny, ewakuacja do Rumunii lub na Węgry w trakcie kampanii wrześniowej, albo ucieczka pod okupację radziecką w trakcie wrześniowych walk lub w trakcie panującego chaosu wkrótce po nich. Wyjazd przed wojną zależał w zasadzie jedynie od zdobycia paszportu, posiadania pieniędzy na wyjazd i przezwyciężenia restrykcji imigracyjnych istniejących w wielu państwach Europy i świata. Wyjazd do źle wybranego państwa mógł spowodować konieczność dalszych ucieczek po wybuchu wojny. Ucieczka do któregoś z wymienionych krajów ościennych lub pod okupację sowiecką po wybuchu wojny, choć nie wymagała wielkich środków finansowych czy też formalności paszportowych, to groziła, w przypadku osiąścia w miejscu i nie kontynuowaniu ucieczki represjami już to antysemickimi (Rumunia, Węgry, tereny ZSRR zajęte przez Niemcy po ataku na ZSRR), już to komunistycznymi (ZSRR).
Drugą możliwą strategią przetrwania było podjęcie jakiejś formy współpracy z Niemcami. Skrajną formą takiej współpracy była kolaboracja, jak to miało miejsce choćby w przypadku szefa warszawskiej Żydowskiej Służby Porządkowej Józefa Szeryńskiego. Poza swoistymi kwalifikacjami moralnymi i pozytywną oceną przez Niemców przydatności kandydata, do podjęcia kolaboracji nie były potrzebne szczególne cechy. Jej podjęcie nie gwarantowało jednak przeżycia, gdyż Niemcy zasadniczo swoich żydowskich współpracowników ostatecznie mordowali, zaś kolaboranci narażali się na zamach ze strony polskiego lub żydowskiego podziemia (w tym kontekście przypadek Jakuba Lejkina). Inną formą współpracy była praca w Judenracie czy ŻSP. Tu początkowo chodziło o ocalenie nie tyle siebie, co wspólnoty żydowskiej danej miejscowości. Dopiero w późniejszej fazie, a i to nie wszędzie, praca na rzecz szeroko pojętej administracji gettowej zaczęła być traktowana jako szansa na polepszenie własnej sytuacji, a co za tym idzie na ocalenie od zagłady. Członkowie Judenratów byli w zasadzie wyznaczani przez Niemców, zaś aparat urzędniczy i policyjny pochodził z ochotniczego naboru, chociaż kandydatom stawiano pewne wymogi merytoryczne. Jako że do Judenratów trafiały zwykle elity intelektualne poszczególnych miejscowości, to wymordowanie ich następowało często jeszcze przed masowymi akcjami likwidacyjnymi. W ostatecznym rozrachunku Niemcy nie traktowali członków gettowej administracji w jakikolwiek pozytywnie odmienny od ogółu sposób. Ponadto bycie członkiem Judenratu, ŻSP lub praca urzędnicza na ich rzecz mogła przysparzać dodatkowych trudności w przypadku ucieczki z getta. Jako formę współpracy można także traktować pracę przymusową na rzecz Niemców, zwłaszcza po likwidacji gett. Praca ta ze swej natury nie była podejmowana dobrowolnie, więc określanie jej mianem współpracy ma charakter jedynie umowny. Żydzi pracujący przymusowo mieli świadomość zagrożenia ze strony Niemców, aczkolwiek oczekiwanie, iż nie wymordują oni potrzebnych im, pracujących uczciwie i po kres możliwości robotników, było choć w części racjonalne (w tym kontekście losy getta łódzkiego, które przetrwało do połowy 1944). Aby zostać wybranym do pracy przymusowej i nie zostać wywiezionym podczas likwidacji getta lub zabitym później, należało być silnym, wytrzymałym i zdrowym robotnikiem lub rzemieślnikiem. Zmniejszało szanse przeżycia bycie niewydajnym, nieletnim, starszym, kobietą (zwłaszcza w ciąży) lub działaczem politycznym lub związkowym, znanym Niemcom z takiej przynależności. Na możliwość ocalenia wpływ miał także rodzaj i miejsce pracy – poszczególne miasta i obozy cechowały się różnym poziomem terroru i warunków pracy, a co za tym przeżywalności więźniów.
Trzecią strategią, choć silnie związaną z czwartą, było stawienie zbrojnego oporu czy to w getcie, czy poza jego granicami po wcześniejszej ucieczce. Sama walka w getcie z oczywistych przyczyn raczej zmniejszała szanse przeżycia, niż je zwiększała. Mogła być jednak szansą na wydostanie się z niego i dalszą walkę w partyzantce lub ukrycie się. Walka w partyzantce, choć też obarczona ryzykiem, dawała możliwość dotrwania do chwili wkroczenia wojsk radzieckich.
Czwartą możliwością ocalenia była ucieczka i ukrycie się na którymś z etapów prowadzonej przez Niemców eksterminacji. To właśnie podjęcie ryzyka ucieczki i ukrycia się pozwalało na wykorzystanie inwencji i pomysłowości uciekającego oraz wzięcie przez niego losu we własne ręce. To także w tym przypadku narażał się on na kontakt z wieloma rodzajami zagrożeń, chociaż ich liczba nie zawsze przekładała się na prawdopodobieństwo ocalenia.
Wśród szukających ocalenia poza gettami i obozami można wyróżnić dwie podstawowe grupy. Pierwsza to ci, którzy od samego początku bojkotowali niemieckie zarządzenia antyżydowskie, nie nosili opasek i nie przenieśli się do getta. Druga to ci, którzy z getta uciekli. Wśród tej ostatniej grupy można wyróżnić podgrupy w zależności od chwili ucieczki (przed wprowadzeniem 15 października 1941 kary śmierci za opuszczenie getta, po tej dacie, a przed akcją likwidacyjną, podczas akcji likwidacyjnej, w czasie istnienia getta szczątkowego) i od sposobu życia poza gettem (to jest, czy osoba funkcjonowała w społeczeństwie i uchodziła za nie-Żyda, czy też przebywała w kryjówce, nie ujawniając swojej obecności). Zarówno chwila ucieczki, jak i tryb funkcjonowania przekładały się na szanse przetrwania oraz wymagały podejmowania różnych środków. Oczywiście można wskazać wiele innych sposobów podziału, używając każdorazowo innej cechy, rzutującej na szanse ucieczki i przetrwania poza gettem – przykładowo wiek, płeć, pewność siebie, „dobry wygląd”, posiadanie pieniędzy itd. Poniżej zostaną przedstawione niektóre z tych cech, wraz ze wskazaniem ich potencjalnego wpływu na przetrwanie, a także niektóre spośród zagrożeń, z którymi obcowali ukrywający się Żydzi.
Dla uciekinierów i ukrywających się pierwszą i zasadniczą szansą i zagrożeniem zarazem był sam Radom z całą swoją specyfiką. Miasto było siedzibą władz dystryktu radomskiego, silnych sił wojskowych i policyjnych, a także licznych straży – kolejowych, przemysłowych i innych. Duża liczebność Niemców utrudniała wszelkie nielegalne działania, a takimi były przecież ucieczka i ukrywanie się Żydów. Jakąś rolę, ale nie można czynić z tego zasady, odgrywał dominujący w mieście światopogląd i sympatie polityczne jego mieszkańców. Radom miał w okresie międzywojennym socjalistyczny magistrat (prezydentem był Józef Grzecznarowski). Pewną rolę odgrywała także jakość tkanki miejskiej – najlepsze części miasta zostały zajęte przez niemiecką administrację, zaś dzielnice robotnicze i żydowskie nawet przed wojną nie były w najlepszym stanie. Z tego powodu ukrywanie się tam wymagało większych wysiłków. Miasto dawało większą szansę dla jego przedwojennych mieszkańców, którzy je i innych Radomiaków znali, a poza tym mieli tu swój majątek. Natomiast dla przesiedlonych do Radomia z innych miejscowości fakt zmiany miejsca zamieszkania faktycznie połączony z całkowitym wywłaszczeniem stanowił istotną przeszkodę dla ocalenia.
Inną istotną kwestią był poziom akulturacji i asymilacji pośród społeczności radomskich Żydów. W odniesieniu do największego skupiska Żydów w Polsce, to jest do Warszawy, szacunki mówią o około 1/6 Żydów, jako o ludności akulturowanej. Mniej niż połowę z tej liczby mieli stanowić asymilowani. Ponadto większość warszawskich Żydów słabiej lub lepiej mówiła po polsku. To jednak są szacunki dla najbardziej asymilującego się miasta w kraju. W odniesieniu do Radomia sytuacja musiała wyglądać odmiennie, to jest udział akulturowanych i asymilowanych był z pewnością mniejszy. Wynikało to z jednej strony z presji środowisk tradycyjnych i ortodoksyjnych, a z drugiej z większego oporu środowisk polskich przed wchodzeniem do nich asymilantów. Ludziom bardziej zasymilowanym łatwiej było funkcjonować w polskich środowiskach, czy też udawać nie-Żydów. Najlepiej zasymilowani, w tym dawni konwertyci, mogli uchodzić w powszechnym odbiorze za nie-Żydów, co pozwalało nie przenosić się do getta i uniknąć wywózki i śmierci. Istnienie środowiska asymilowanych Żydów, a także dawnych konwertytów, a więc niepodlegających rasistowskim ustawom norymberskim, pozwalało na tworzenie polsko-żydowskiej siatki osób wspierających uciekających.
Do życia po aryjskiej stronie niezbędne były dokumenty (Kenkarta i Ausweis), bezpieczne mieszkanie i prawdziwy lub sfałszowany meldunek. O ile jednak dokumenty były bezwzględnie potrzebne jedynie tym Żydom, którzy wybrali życie „na powierzchni”, to rola bezpiecznego mieszkania lub innej kryjówki była nie do przecenienia dla wszystkich, którzy uciekli z getta lub nigdy się w nim nie znaleźli. Brak jest precyzyjnych opracowań dotyczących sytuacji mieszkaniowej Radomia na przestrzeni lat. Należy jednak wziąć pod uwagę, iż skoro w 1938 było w mieście 90 059 mieszkańców, w 1946 około 69 455, w 1950 około 84 429, a w 1955 około 116 647, i odpowiednio w 1945 przypadało 1,8 mieszkańca na izbę mieszkalną, w 1950 2,0, zaś w 1955 2,19, to uprawnionym jest stwierdzenie, że przed wojną w Radomiu sytuacja była równie zła, a może nawet gorsza niż w Warszawie, która uchodziła za zatłoczone miasto, a w której przed wojną współczynnik ten wynosił 1,9. Odnośnie do sytuacji w czasie wojny należy zauważyć, iż chociaż miasto nie zostało znacząco zniszczone, to jednak zagęszczenie ludności wzrosło wskutek obecności dużej liczby Niemców zajmujących najlepsze dzielnice i wysiedlania stamtąd Polaków i Żydów. W getcie radomskim w szczytowym okresie zagęszczenie miało osiągnąć poziom 15 osób na izbę. Chociaż w polskich dzielnicach współczynnik ten nie był z pewnością tak dramatycznie wysoki, to jednak na pewno zagęszczenie miało wpływ na możliwość ukrywania się zbiegłej z getta ludności żydowskiej. Żydom udających aryjczyków potrzebna była również praca, zaś wszystkim niezbędne były pieniądze na utrzymanie się (zapłacenie za mieszkanie, jedzenie, ubranie, łapówki dla szantażystów itd.).
Poza pieniędzmi, znajomymi gotowymi pomóc oraz szczęściem pewną rolę odgrywał też tzw. „dobry wygląd”, który uniemożliwiał rozpoznanie na pierwszy rzut oka żydowskiego pochodzenia. Posiadanie go zmniejszało szanse denuncjacji czy zatrzymania przez policję. Granatowa policja sabotowała niemieckie polecenia nakazujące zabijanie złapanych Żydów na miejscu, gdyż wielokrotnie zdarzały się przypadki zatrzymania Polaków, których wygląd wzbudzał podejrzenia. Taka praktyka zwiększała szanse na przekupienie policjanta i uniknięcie śmierci. Duża liczba przedwojennych polskich znajomych, która pomagała przy poszukiwaniu miejsca do ukrycia się, mogła stanowić istotny problem w przypadku rozpoznania przez osoby nieżyczliwe ukrywającemu się.
Żydzi stykali się z wieloma różnymi zagrożeniami, zarówno ze strony Niemców, jak i Polaków i innych Żydów. Najłagodniejszą konsekwencją była utrata części posiadanych pieniędzy, a najpoważniejszą obóz koncentracyjny lub śmierć na miejscu. Głównym zagrożeniem ze strony Niemców dla ukrywających się Żydów, którzy nie zostali rozpoznani jako Żydzi, był stworzony przez nich system represji skierowany przeciwko narodowi polskiemu, a w szczególności łapanki i wywózki na roboty przymusowe do Niemiec, choć ta ostatnia ewentualność dawała niektórym wywiezionym i w dalszym ciągu nierozpoznanym duże szanse na przeżycie.

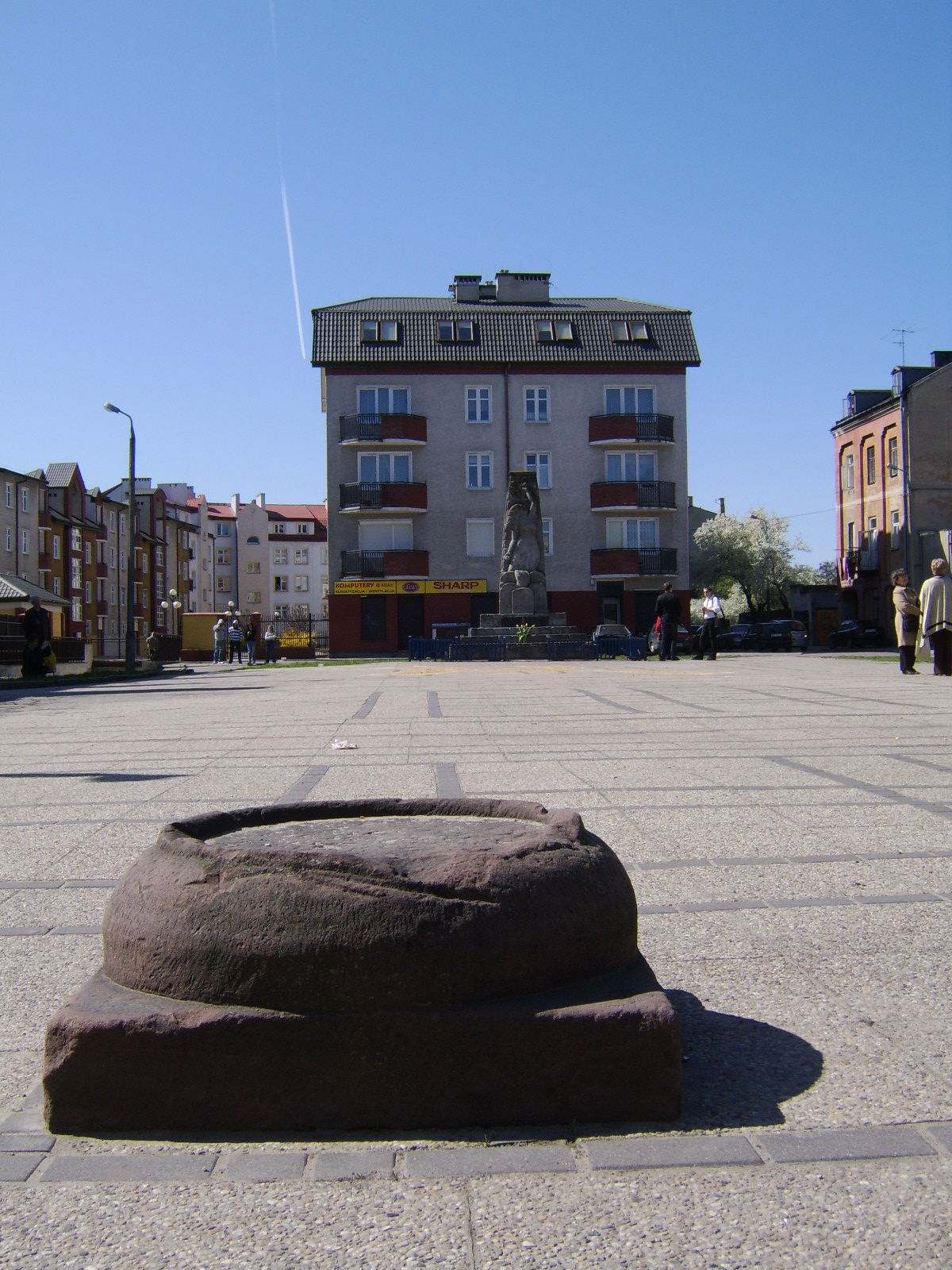
Plac w miejscu, gdzie stała niegdyś synagoga. W oddali przed budynkiem mieszkalnym widoczny pomnik.

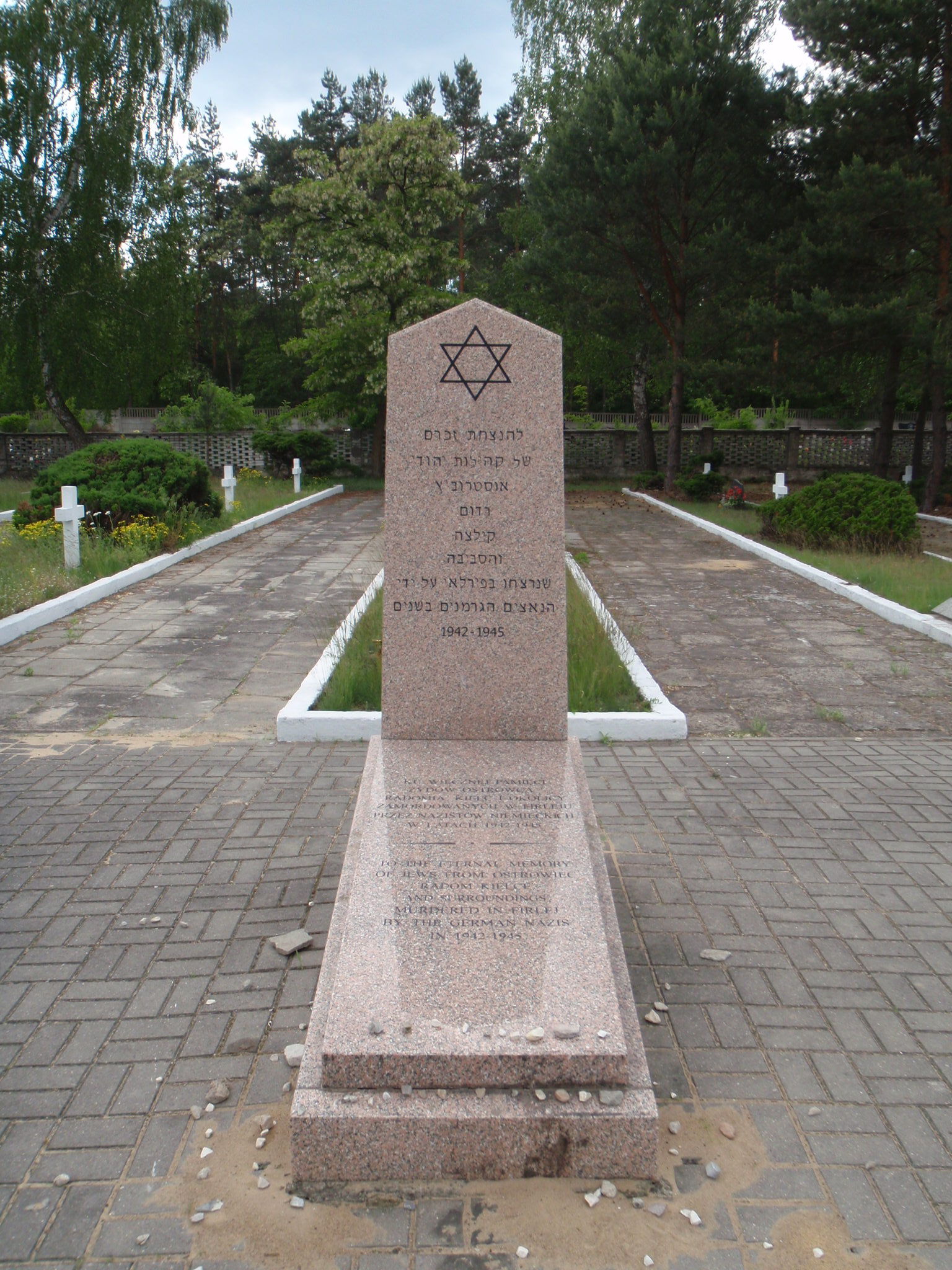
Pomnik na cmentarzu komunalnym upamiętniający Żydów zamordowanych na Firleju w Radomiu

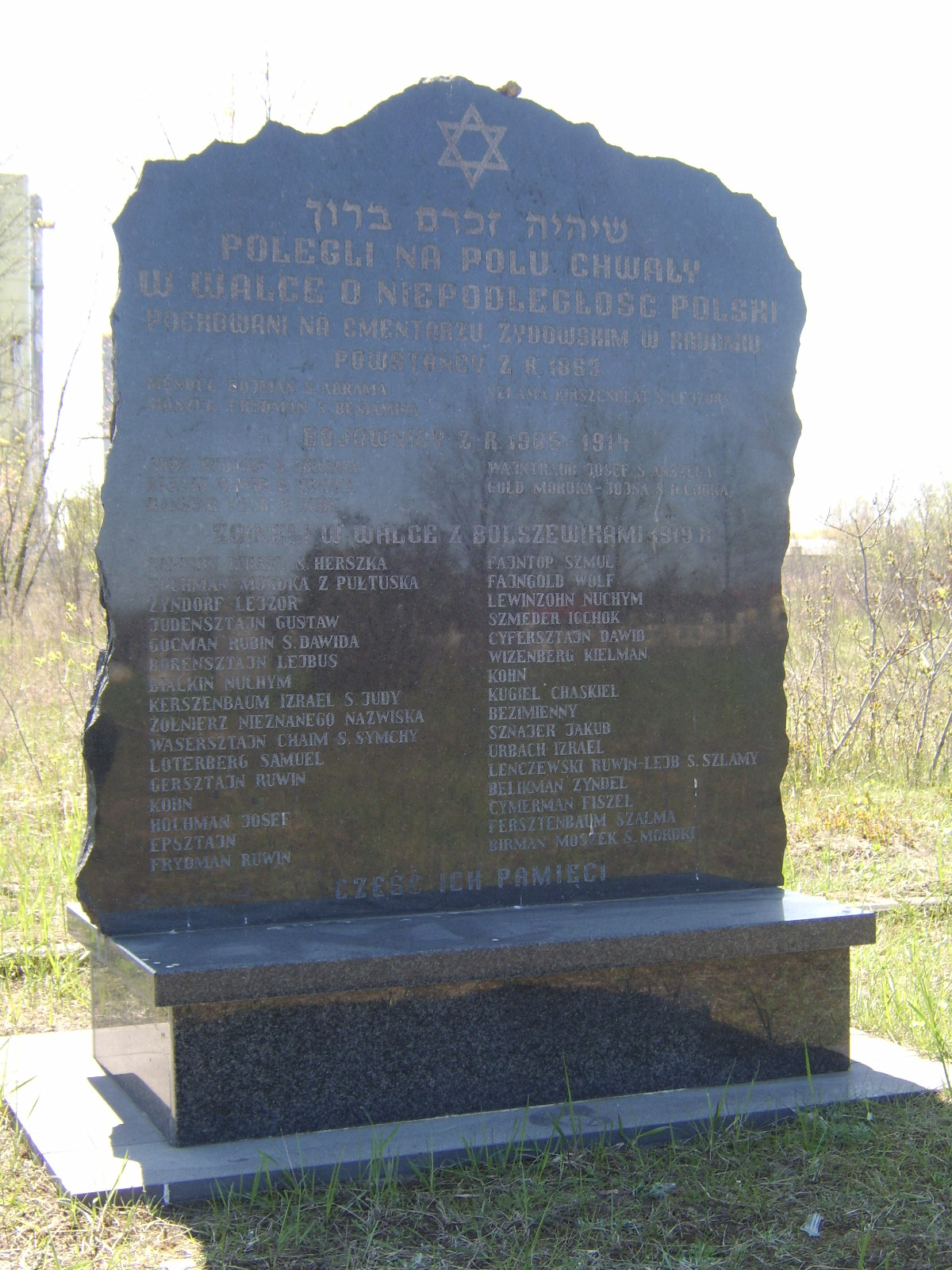
Pomnik żydowskich bojowników o niepodległość Polski na cmentarzu żydowskim w Radomiu

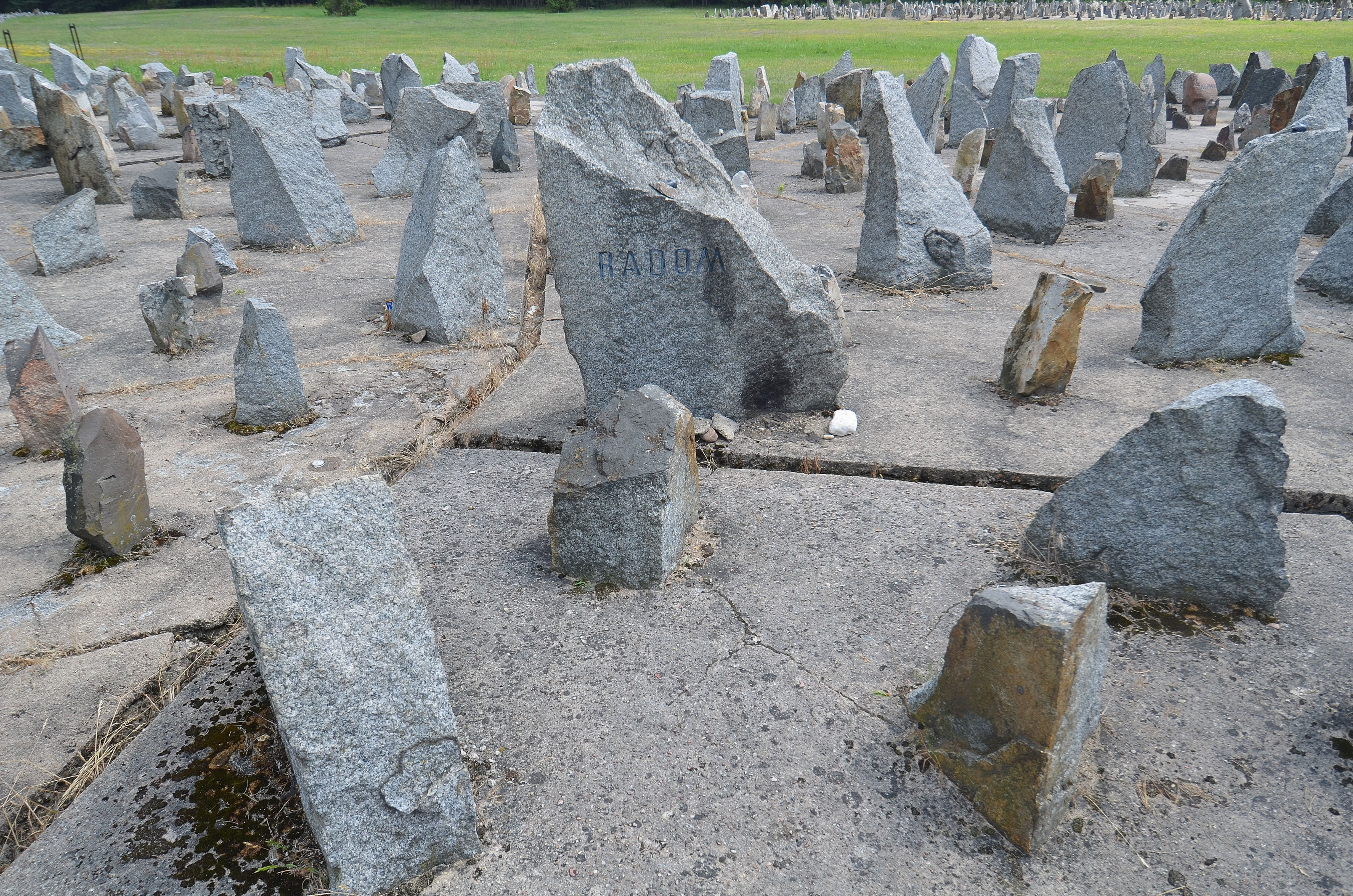
Upamiętnienie zamordowanych radomskich Żydów na terenie dawnego obozu zagłady w Treblince

Zagrożenia ze strony Polaków miały różny charakter i nie zawsze sprowadzały się do agresywnych działań przeciwko ukrywającym się Żydom. Na zachowania Polaków nie można patrzeć w generalizujący sposób i należy je widzieć w kontekście obecnego przed wojną, choć niemającego podstaw rasowych, antysemityzmu, do szerzenia którego przyczyniał się również Kościół rzymskokatolicki, a także agresywnej niemieckiej propagandy antysemickiej. Zagrożenie stanowiły denuncjacje, chociaż dowody wskazują, że nie ma ścisłej korelacji pomiędzy poglądami politycznymi, statusem społecznym, zawodowym czy majątkowym a denuncjowaniem. Były one podejmowane zarówno z pobudek antysemickich, jak i finansowych czy osobistych. Zagrożenie stwarzał kontakt z granatową policją. Należy jednak zauważyć, iż pomimo terroru niemieckiego skierowanego również przeciwko funkcjonariuszom policji, jedynie pewna część spośród nich z zapałem wypełniała polecenia antyżydowskie. Większość wykonywała polecenia bez szczególnego entuzjazmu, a zdarzały się przypadki udzielania pomocy Żydom przez granatowych policjantów. Istotną groźbą byli szmalcownicy, chociaż nie wiadomo dokładnie, jaką skalę przybrało zjawisko szantażowania i rabowania ukrywających się Żydów w Radomiu.
Istniała oczywiście również możliwość ucieczki dalszej niż poza granice zamkniętej dzielnicy, to jest ukrycia się we wsiach i lasach leżących w pobliżu miasta. Taka droga była lepsza dla gorzej akulturowanych i biedniejszych Żydów, chociaż również niosła ze sobą zagrożenie.

### Praktyka
Żydowscy mieszkańcy Radomia podejmowali rozmaite działania, mające uchronić ich od zabójczej pracy, głodu, wywózki do obozów pracy i obozów zagłady. Nie zawsze i nie wszystkie z tych działań były podejmowane z posiadaną od początku świadomością niemieckich zamiarów, a co za tym idzie zagrożeń, a także z planem na dalszą przyszłość. Nie zawsze też działania te kończyły się powodzeniem.
Wiadomo, że wielu Żydów z Radomia próbowało się z różnym skutkiem ukrywać w bliższych i dalszych wsiach. Przykładowo Żydzi z Radomia byli z powodzeniem ukrywani w Gniewoszowie i Cudnowie. Szacuje się, że łączna liczba ukrywających się we wsiach i lasach pod Radomiem Żydów wynosiła około 500. W grudniu 1942 76 Żydów z Radomia uciekło do lasów pod Starachowicami, gdzie część z nich przyłączyła się do partyzantki i walczyła w oddziale Stanisława Olczyka Garbatego. Wiadomo także, że Żydzi ukrywali się z powodzeniem w samym mieście.
W 1942 Niemcy nakazali granatowej policji rozstrzeliwać schwytanych poza gettami Żydów na miejscu. W sierpniu 1942, to jest w czasie likwidacji gett, zastrzelono w Radomiu około 100 uciekinierów. Na przełomie lat 1942 i 1943 w granatowej policji w Radomiu utworzono specjalny pluton, mający się zajmować wyłapywaniem i zabijaniem ukrywających się Żydów. Zdarzały się przypadki denuncjowania Polaków i ukrywanych przez nich Żydów i to zarówno przez innych Polaków, jak i innych Żydów. W przypadku odkrycia przez Niemców ukrywających się Żydów, zarówno ukrywający, jak i ukrywani byli zabijani. W Radomiu sytuacje takie miały miejsce przynajmniej kilkukrotnie. Tytułem Sprawiedliwego wśród Narodów Świata za ukrywanie i pomoc świadczoną Żydom odznaczono kilkoro mieszkańców Radomia – Wandę Ajdels, Jerzego Borysowicza, Władysława Misiunę.
Rada Pomocy Żydom-Żegota po powstaniu jej placówki w Radomiu badała sytuację tutejszych Żydów oraz możliwe do podjęcia środki pomocy. Nieliczni Żydzi podejmowali próby wydostania się z getta i życia na tzw. aryjskich papierach. Ukrywającym się Żydom pomagali niektórzy radomscy księża katoliccy oraz siostry ze Zgromadzenia Córek Marii Niepokalanej. Żydowskich więźniów w Radomiu wspomagały paczkami siostry urszulanki.
Ocalała część spośród około 2,4 tys. robotników z obozu pracy na Glinicach, których ewakuowano w 1944 do Tomaszowa Mazowieckiego. Zostali oni później przetransportowani do różnych obozów pracy i obozów koncentracyjnych, w których doczekali końca wojny.
Radomscy Żydzi, którzy uciekli z niemieckiej strefy okupacyjnej, lub nigdy się w niej nie znaleźli, walczyli i ginęli w Polskich Siłach Zbrojnych w ZSRR i LWP.
Nie sposób obecnie dokładnie stwierdzić, ilu Żydów z Radomia lub w Radomiu przeżyło wojnę. Można jedynie ostrożnie szacować, iż są to liczby rzędu kilkuset, bo tylu Żydów ujawniło się po wojnie. Analizując te liczby należy wziąć pod uwagę fakt, iż nie wszyscy ujawniający się w Radomiu Żydzi byli przed wojną jego mieszkańcami.
Likwidacja radomskiego getta przyniosła kres żydowskiej społeczności tego miasta, która nie odrodziła się po wojnie.

## Upamiętnienie – ślady
W ósmą rocznicę likwidacji dużego getta (1950) w miejscu dawnej synagogi odsłonięto pomnik Żydów Męczenników Miasta Radomia. Monument został zaprojektowany i wykonany przez Jakuba Zajdensznira. W latach 70. XX w., po uszkodzeniach rzeźby w wyniku budowlano-remontowych prac na placu, rekonstrukcji podjął się Stanisław Romańczuk. Obelisk o wysokości 5 metrów przedstawia kobietę, symbolizującą wołanie o sprawiedliwość (stąd też nazywany jest niekiedy pomnikiem Żydówki). U podstawy pomnika znajdują się tablice z napisem po polsku i po hebrajsku „Żydom Radomia, ofiarom zbrodni hitlerowskich”. Za materiał na cokół posłużyły połamane macewy, według innych autorów gruz ze zniszczonej bożnicy.
Istnienie społeczności żydowskiej w Radomiu upamiętniają również pomniki na cmentarzach: komunalnym na Firleju i żydowskim.
Społeczność radomskich Żydów upamiętnia również jeden z kamieni z wyrytą nazwą ich miasta, będący elementem pomnika Ofiar Obozu Zagłady w Treblince znajdującego się na terenie dawnego obozu.